# Panathinaikos Athen (Fußball)
Panathinaikos Athlitikos Omilos (Kurzform: PAO) (griechisch: Παναθηναϊκός anhörenⓘ, ΠAO) bezeichnet auch die Fußballabteilung von Panathinaikos Athlitikos Omilos (Gesamt-Athener Sportklub) aus Athen. Panathinaikos spielt derzeit in der griechischen Super League, der höchsten Spielklasse des Landes und gehört zu den erfolgreichsten Vereinen des Landes. Den größten internationalen Erfolg hatte der 1908 gegründete Verein im Jahr 1971, als man es bis ins Finale um den Europapokal der Landesmeister, dem Vorgänger der heutigen UEFA Champions League, schaffte. Panathinaikos ist bekannt für seine Jugendarbeit und brachte seit Gründung der Jugendakademien eine Reihe von Spielern hervor, die im In- und Ausland große Erfolge feiern konnten.

## Geschichte

### 1908–1924: Die ersten Schritte

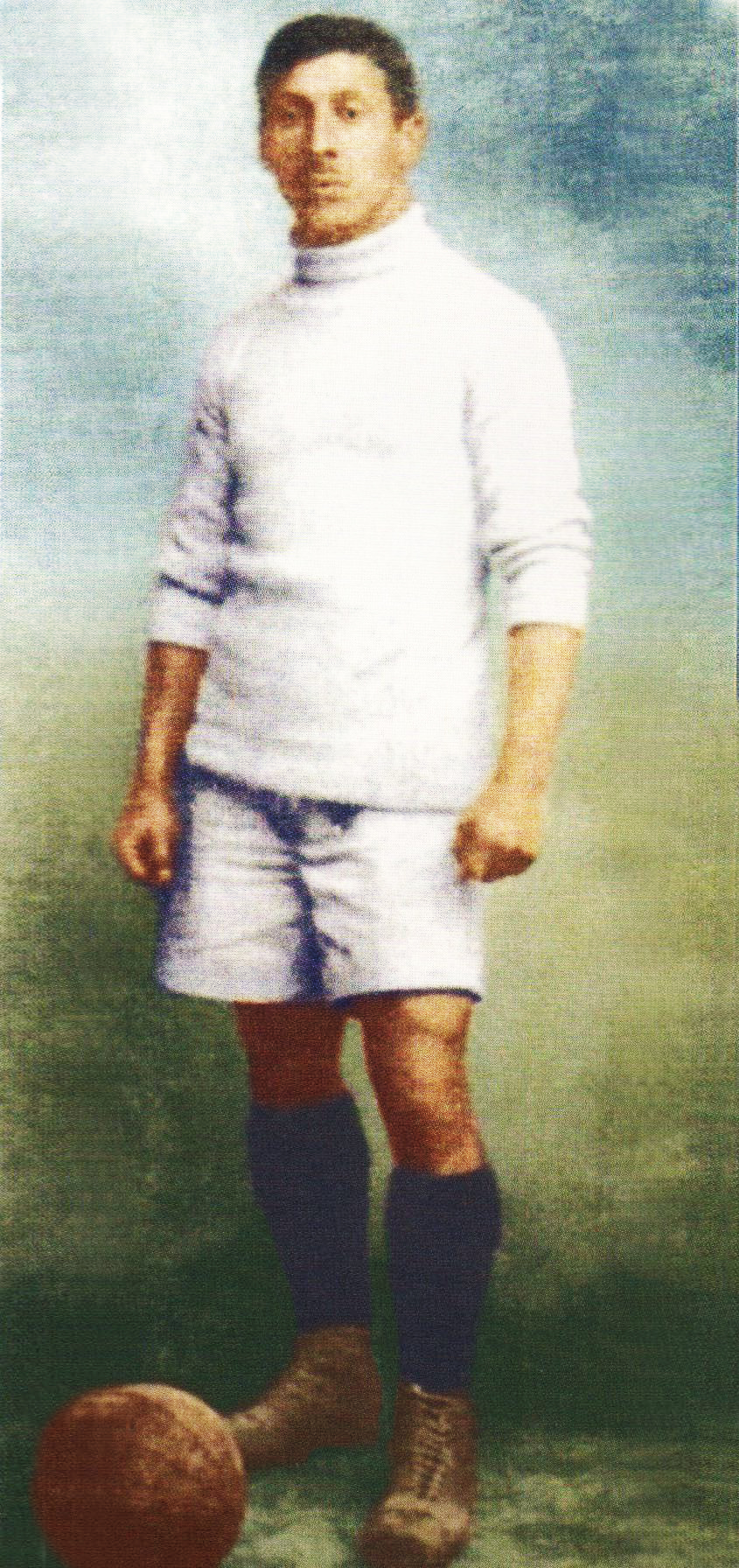
Giorgos Kalafatis

Der junge Giorgos Kalafatis versammelte im Februar 1908 in Athen etwa 40 Sportler um sich, um einen Sportverein zu gründen. Dieser sollte auch Fußball anbieten, was in dieser Zeit in anderen Vereinen bis dahin nicht gelungen war, da die damalige Gesellschaft dem Fußballsport nichts abgewinnen konnte. Der neu gegründete Verein wurde Podosferikos Omilos Athinon (POA) (Ποδοσφαιρικός Όμιλος Αθηνών) genannt und ist der Vorläufer des heutigen Fußballvereins.
Erster Präsident des Vereins war Alexandros Kalafatis. Sein jüngerer Bruder Giorgos nahm die Position des Trainers und Kapitäns der Mannschaft ein. Im Dezember des gleichen Jahres reiste die Mannschaft erstmals zu einem Fußballturnier nach Trikala. Bei den Panthessalischen Spielen schlug man unter anderem Piraikos, eine Mannschaft aus der Hafenstadt Piräus, deutlich mit 9:0. 1910 wurde der Verein in Panellinios Podosferikos Omilos (PPO) umbenannt, bevor er nur acht Jahre später 1918 wiederum seinen Namen änderte und Panellinios Podosferikos kai Agonistikos Omilos (PPAO) hieß. In der Zwischenzeit traten dem Verein drei der größten Athleten seiner Geschichte bei: Apostolos Nikolaidis, Loukas Panourgias und Michalis Papazoglou begannen ihre Vereinszugehörigkeit als Sportler, bevor sie später für den Zeitraum von über einem halben Jahrhundert die Geschicke von PAO als dessen Präsidenten lenkten.
Neben der Umbenennung wurde 1918 auch ein Wechsel der Vereinsfarben beschlossen. Liefen die Spieler bis zu diesem Zeitpunkt noch in weißen Hemden und schwarzen Hosen auf, war es fortan die Farbe Grün, die das Erscheinungsbild von Panathinaikos bis heute prägt. Gleichzeitig wurde das dreiblättrige Kleeblatt von Michalis Papazoglou als Vereinsemblem eingeführt. 1919 reiste Giorgos Kalafatis nach Paris, wo er als Mitglied der griechischen Nationalmannschaft an Wettbewerben teilnahm. Bei seiner Heimreise brachte er die ersten professionellen Fußballtrikots mit.

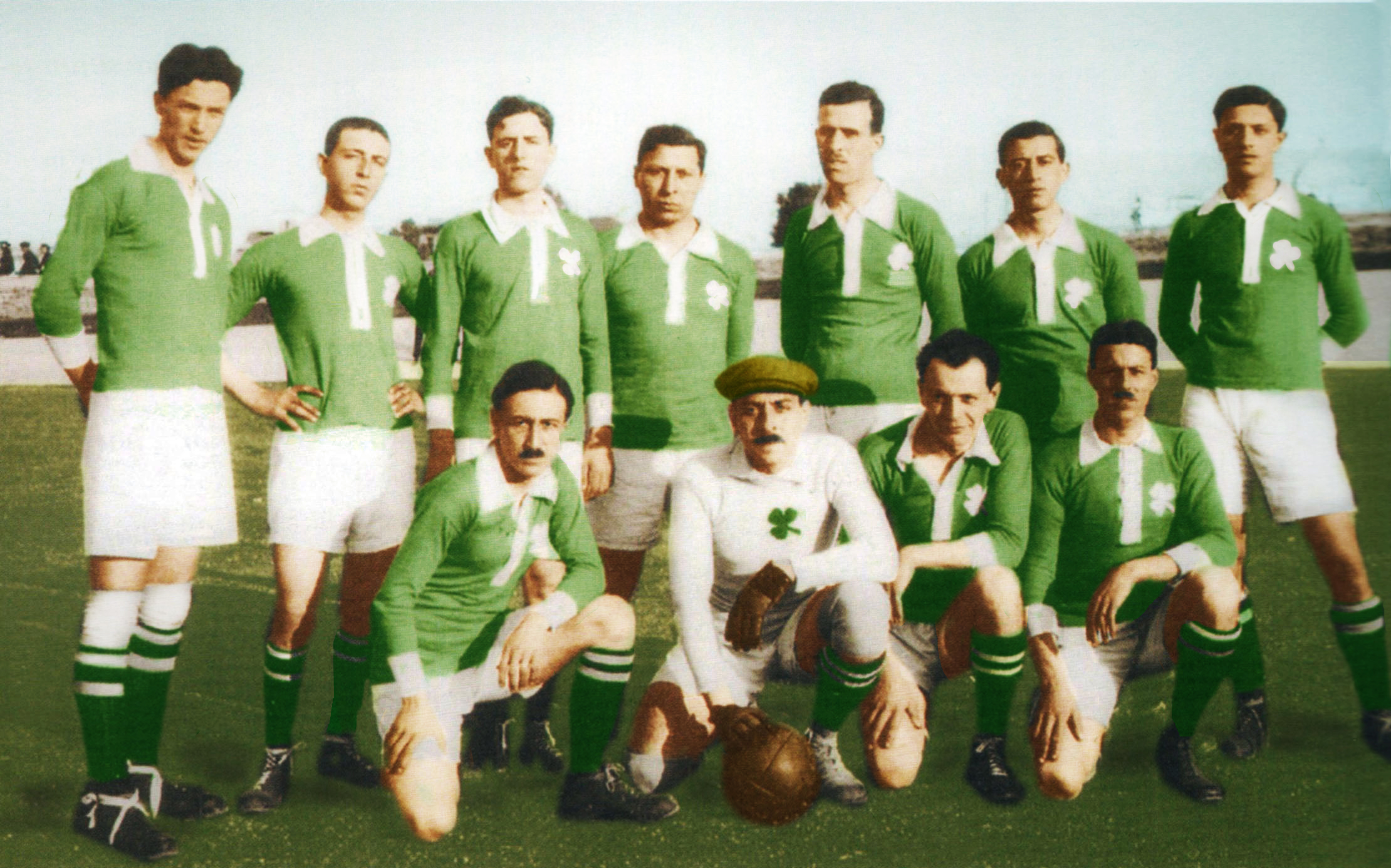
Panathinaikos im Jahr 1921

1921 übergab die Stadt Athen dem Verein das Gelände, auf dem heute das Apostolos-Nikolaidis-Stadion steht. Während hier nach und nach immer mehr Sportabteilungen gegründet und das Stadion immer weiter ausgebaut wurde, erfolgte 1924 schließlich die letzte, und noch bis heute gültige, Umbenennung des Vereins in seinen jetzigen Namen Panathinaikos Athlitikos Omilos (PAO).

### 1925–1932: Die „Goldene Mannschaft“
Ende der 1920er Jahre bot sich im griechischen Fußball weitestgehend dasselbe Bild, welches auch heute vorzufinden ist: Panathinaikos und AEK hatten die Vormachtstellung in Athen, Olympiakos und Ethnikos in Piräus sowie Aris und Iraklis in Thessaloniki. Zwar konnte PAO gleich fünf der ersten sechs Athener Stadtmeisterschaften erringen, zu einer der beiden ausgetragenen griechischen Meisterschaften reichte es allerdings nicht.
Im Jahr 1930 schlug schließlich die große Stunde von Panathinaikos: Zum ersten Mal trafen die drei besten Mannschaften des Landes in einer Endrunde aufeinander. Das Zuschauerinteresse war inzwischen stark angestiegen und der griechische Fußball erlebte seine erste Blütezeit. Viele bis heute unvergessene Stars füllten die Stadien und die Liga verzeichnete steigende Zuschauerzahlen. Einer der Protagonisten war Angelos Messaris (1910–1978): Der in Kapstadt geborene Stürmer kehrte 1927 mit seinen Eltern nach Athen zurück und spielte anfänglich für Goudi, den ältesten Athener Fußballverein. Während einer seiner Spiele fiel er dem damaligen PAO-Trainer Forner auf, der sich für eine Verpflichtung Messaris starkmachte. So wechselte er 1930 zu Panathinaikos und sah sich trotz seines recht jungen Alters in der Aufgabe des Mannschaftsführers der „Goldenen Mannschaft“, zu der Spieler wie Antonis Migiakis, Mimis Pierrakos, Diomidis Simeonidis, Konstantinos Andritsos oder Dimitrios und Konstantinos Baltasis zählten.

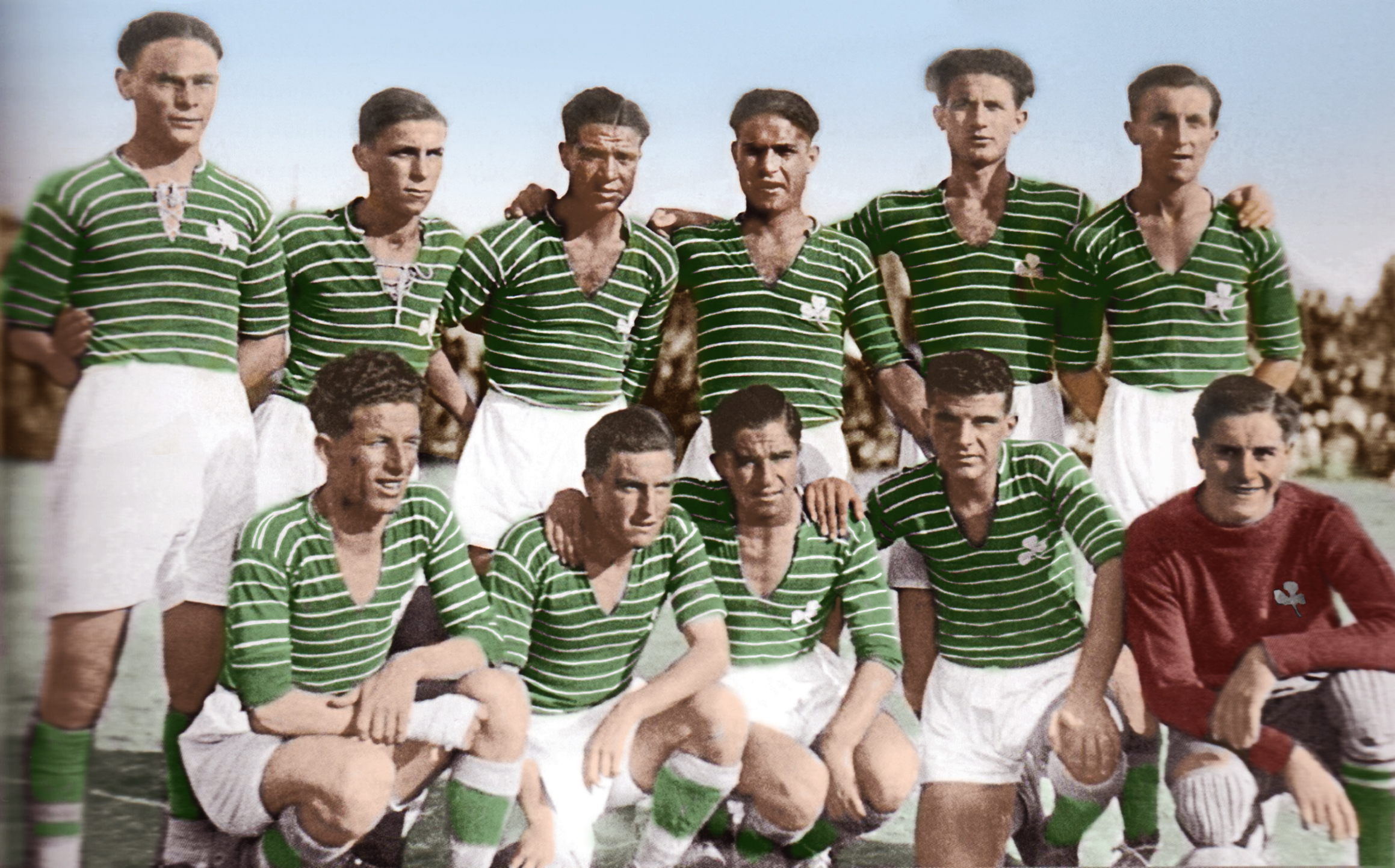
Panathinaikos im Jahr 1930

Das erste Spiel der Endrunde zwischen Aris und Olympiakos endete mit einem deutlichen 5:0-Sieg der Mannschaft aus Piräus, die am 1. Juni 1930 dementsprechend siegessicher zur Begegnung gegen Panathinaikos reiste. 10.000 Zuschauer, eine für damalige Verhältnisse sehr große Zahl, verfolgten dieses bis heute unvergessene Spiel. 8:2 gewann PAO gegen Olympiakos nach Toren von Messaris (2), Pierrakos (2), Simeonidis (2), Migiakis sowie einem Eigentor von Olympiakos. Beim zweiten Spiel der Finalrunde besiegte PAO Aris in Thessaloniki mit 4:1 und legte damit den Grundstein zur ersten griechischen Meisterschaft, da in der Folge auch die Rückspiele gewonnen wurden. Erwähnenswert ist die Tatsache, dass das Rückspiel gegen Olympiakos in Thessaloniki ausgetragen werden musste, da die Polizeikräfte in Piräus nicht für die sichere Austragung der Partie sorgen konnte. Panathinaikos gewann auch diese Begegnung (2:1) und sicherte sich somit endgültig die Meisterschaft.
Ein weiteres besonderes Datum für Panathinaikos war der 26. April 1925: Zum ersten Mal in der Vereinsgeschichte trat man gegen einen ausländischen Verein an. Gegner war die jugoslawische Mannschaft Vittoria Zagreb, von der man sich 1:1 unentschieden trennte. Der erste Sieg gelang ein Jahr später gegen den Kapfenberger SV (1:0).

### 1933–1945: Die „Dunklen Jahre“

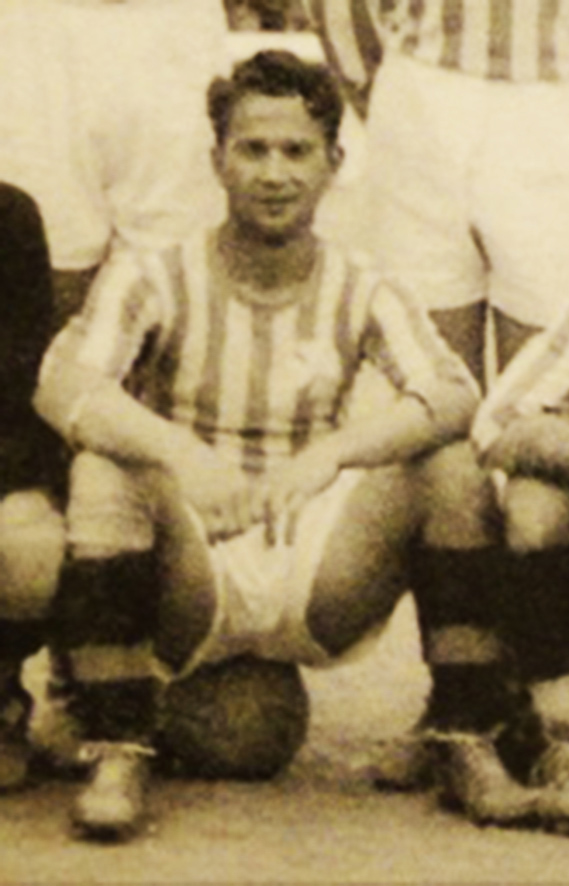
Takis Triantafyllis

Nach der ersten Meisterschaft und angesichts der jungen und talentierten Spieler sah es so aus, als ob Panathinaikos in den nächsten Jahren den griechischen Fußball dominieren würde. Zur Enttäuschung der Anhänger des Vereins sollte daraus jedoch nichts werden. Den Anfang dieses dunklen Kapitels in der Vereinsgeschichte stellte ein Konflikt zwischen Angelos Messaris und Apostolos Nikolaidis dar. Messaris hatte den Wunsch, sich an der Universität Athen zu immatrikulieren, scheiterte jedoch, obwohl er ein hervorragender Schüler war, gleich dreimal bei diesem Versuch. Messaris mutmaßte, dass der einflussreiche Nikolaidis die Ablehnungen veranlasst hatte, um zu erreichen, dass er sich nur auf den Sport konzentrierte.
Messaris traf daraufhin die für den Verein folgenschwere Entscheidung, im Alter von gerade einmal 22 Jahren seine Karriere zu beenden. Die Anhänger waren über diese Entscheidung entsetzt, und hunderte Menschen zogen vor sein Anwesen, um ihn umzustimmen. Messaris ließ sich allerdings nicht beirren und blieb bei seiner Entscheidung. Auch wenn er nur für kurze Zeit für Panathinaikos aktiv war, schaffte es Messaris, einen Mythos um seinen Namen aufzubauen, der bis heute anhält. Der 1978 verstorbene Akteur gilt bei PAO bis heute als einer der beliebtesten Spieler aller Zeiten.
Mit Angelos Messaris Abgang fiel Panathinaikos ins sportliche Niemandsland. In den folgenden Jahren und bis zum Zweiten Weltkrieg konnte die Mannschaft keine weitere Meisterschaft erringen. Neben den sportlich schwachen Leistungen sorgten Querelen im Vorstand für anhaltende Unruhe im Verein. Höhepunkt war die Enthebung Giorgos Kalafatis von allen Ämtern sowie dessen Austragung auf den Mitgliedslisten durch Apostolos Nikolaidis. Diese Entscheidung wurde zwar später wieder rückgängig gemacht, sie zeigt aber, in welcher Lage sich der Verein zu dieser Zeit befand. Von der „Goldenen Mannschaft“ blieb somit nur wenig übrig, und lediglich der Pokalsieg von 1940 konnte den Anhängern ein wenig Trost spenden.

### 1946–1958: Die Nachkriegszeit
Die Jahre nach dem Zweiten Weltkrieg erwiesen sich für Panathinaikos als nicht besonders erfolgreich. Von 1946 bis 1948 gelang es dem Verein sogar in drei aufeinander folgenden Spielzeiten sich nicht für die Endrunde um die Meisterschaft zu qualifizieren. Auch wenn zu dieser Zeit ein paar der derzeit besten griechischen Spieler wie z. B. Konstantinos Linoxilakis, Lakis Petropoulos oder auch Anastasios Kritikos beim Verein unter Vertrag standen, war die Ausbeute an Titeln eher gering. Bis zur Gründung der A Ethniki, der höchsten griechischen Spielklasse, waren dies zwei Meisterschaften (1949 und 1953) sowie zwei Pokalsiege (1948 und 1955). Bemerkenswert für diese Zeit war das Zuschaueraufkommen bei den Heimspielen von Panathinaikos. Trotz der geringen sportlichen Erfolge war das Stadion, unabhängig vom Gegner, über Jahre nahezu immer ausverkauft.

### 1959–1970: Das Jahrzehnt der Vorherrschaft
| Panathinaikos in der Alpha Ethniki |       |        |       |
| Saison                             | Platz | Punkte | Tore  |
| 1959/60                            | 01    | 79     | 59:20 |
| 1960/61                            | 01    | 80     | 71:23 |
| 1961/62                            | 01    | 81     | 88:32 |
| 1962/63                            | 02    | 77     | 75:28 |
| 1963/64                            | 01    | 84     | 67:19 |
| 1964/65                            | 01    | 79     | 76:19 |
| 1965/66                            | 02    | 79     | 85:24 |
| 1966/67                            | 03    | 71     | 42:24 |
| 1967/68                            | 03    | 79     | 44:19 |
| 1968/69                            | 01    | 90     | 64:16 |
| 1969/70                            | 01    | 85     | 55:23 |
| 1970/71                            | 03    | 82     | 62:26 |

Ende der 1950er Jahre befand sich Panathinaikos in der Endphase einer an Titeln wenig erfolgreichen Zeit und blickte erstmals nach langem wieder zuversichtlich in die Zukunft. Zum einen lag dies daran, dass die innenpolitischen Probleme des Vereins gelöst wurden sowie an der Tatsache, dass man nie die Unterstützung seiner Fans verlor.
Als 1959–1960 schließlich die erste Meisterschaft der A Ethniki ausgetragen wurde, stellte PAO einen der jüngsten und talentiertesten Kader jener Zeit. Neben Andreas Papaemmanouil, Michalis Voutsaras, Georgios Andreou, Dimitrios Theofanis und Konstantinos Linoxilakis war dies vor allem ein Spieler der es, wie kaum ein anderer, schaffte dem griechischen Fußball, und Panathinaikos im Besonderen, seinen Stempel aufzudrücken. Dieser Spieler, der bis heute als der beste griechische Fußballer aller Zeiten gilt und nach Jahren die Lücke, die Messaris hinterließ, schließen konnte, war Dimitrios Domazos. Mit Domazos, der für die nächsten 20 Jahre Kapitän und Leistungsträger seiner Mannschaft werden sollte, gewann Panathinaikos die ersten drei Meisterschaften der A Ethniki in Folge (1960 bis 1962) sowie neun Meisterschaften und drei Pokale insgesamt.

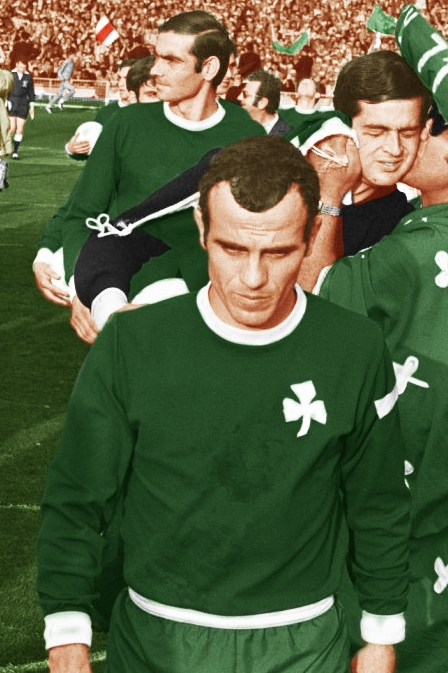
Mimis Domazos

1963 übernahm der Jugoslawe Stjepan Bobek das Traineramt bei Panathinaikos und führte als erster das 4-3-3-System in Griechenland ein. Mit den Verpflichtungen von Takis Ikonomopoulos, Aristidis Kamaras und vor allem Takis Loukanidis stellte PAO schließlich den für viele Experten stärksten Kader in Griechenlands Fußballgeschichte. Ausdruck der spielerischen Überlegenheit dieser Mannschaft war die Meisterschaft von 1964 die errungen werden konnte, ohne auch nur ein einziges Spiel zu verlieren – bis heute einmalig in der griechischen Geschichte. Am 30. September 1964 schaffte es Panathinaikos als erste griechische Mannschaft sich für die zweite Runde des Europapokals der Landesmeister zu qualifizieren, nachdem man in der ersten Runde den irischen Vertreter Glentoran FC nach einem 2:2-Auswärtsremis in Athen mit 3:2 schlagen konnte. Auch in der Folgesaison sicherte sich Panathinaikos die Meisterschaft und verlor dabei lediglich ein Spiel. Im Zeitraum vom 17. Januar bis zum 16. Mai 1965 blieb der Verein in zwölf aufeinander folgenden Spielen und für insgesamt 1088 Minuten ohne Gegentor, was bis heute die Bestmarke der griechischen Liga darstellt. 1968 verließ Bobek schließlich die Mannschaft, nachdem die Differenzen zwischen ihm und einem Teil der Spieler immer größer wurden. Sein Amt übernahm Lakis Petropoulos der bis zu diesem Zeitpunkt Bobeks Co-Trainer war. Ihm gelang es nach den Verpflichtungen von Antonis Antoniadis, Konstantinos Eleftherakis, Gonios, Grammos, Anthimos Kapsis und Dimitriou, Spieler die nur wenige Jahre später für den größten internationalen Triumph des Vereins sorgen sollten, das erste Double der Vereinsgeschichte (1969) sowie eine weitere Meisterschaft zu erringen (1970). Als im Mai 1970 der Ungar Ferenc Puskás das Traineramt übernahm, war für Panathinaikos die Zeit gekommen, auch auf europäischer Ebene den Durchbruch zu schaffen.

### 1970–1971: Mythos Wembley

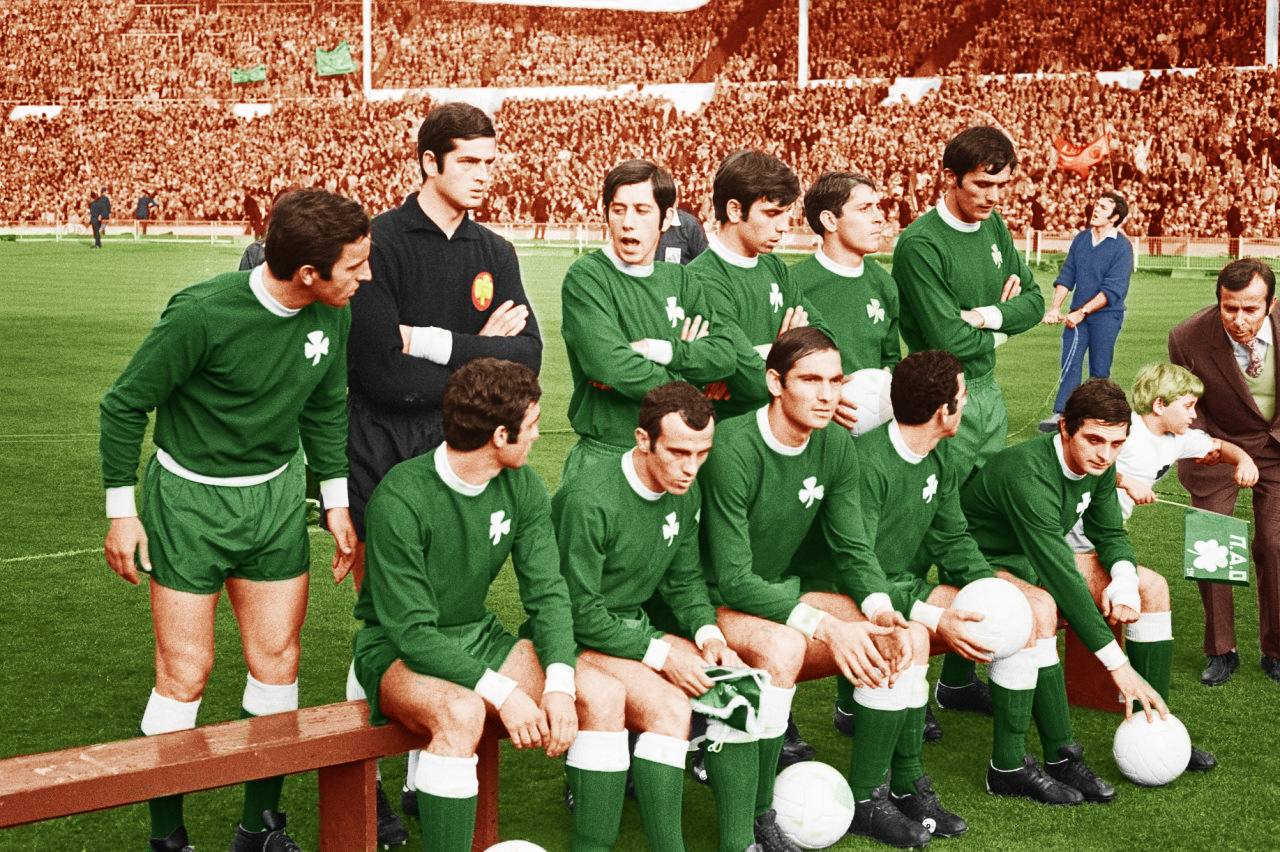
Panathinaikos, Wembley-Stadion

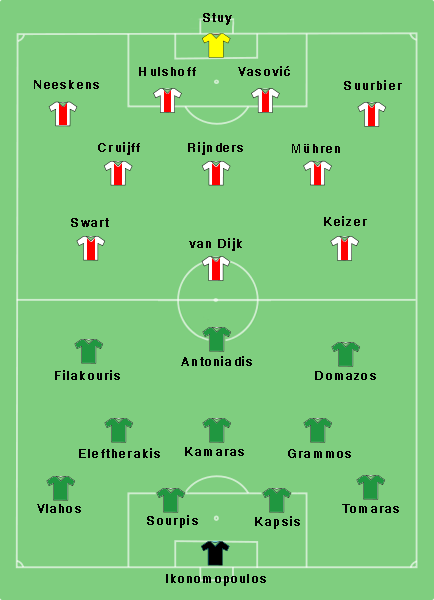
Aufstellung der beiden Mannschaften im Finale

Der 2. Juni 1971 bleibt bis heute ein besonderes Datum in der Geschichte von Panathinaikos. Als erstes und bisher einziges griechisches Team schaffte PAO es, sich für das Finale des Europapokals der Landesmeister zu qualifizieren. Gegner im altehrwürdigen Londoner Wembley-Stadion war Ajax Amsterdam, und der Großteil der Bevölkerung in der Heimat drückte den „Grünen“ die Daumen. Vor 25.000 mitgereisten Fans spielte PAO, den damaligen Spielberichten zufolge, couragiert auf, verlor jedoch gegen die favorisierten Holländer mit 0:2, die unter anderem Stars wie Johan Neeskens, Johan Cruyff oder auch Arie Haan unter Vertrag hatten. Auf dem Weg ins Finale hatte sich Panathinaikos gegen Jeunesse Esch (Luxemburg; 2:1, 5:0), Slovan Bratislava (Tschechoslowakei; 3:0, 2:1), FC Everton (England; 1:1, 0:0) und Roter Stern Belgrad (Jugoslawien; 1:4; 3:0) durchgesetzt.
Die Spieler dieser von Ferenc Puskás trainierten Mannschaft waren:

Ikonomopoulos, Tomaras, Kapsis, Sourpis, Vlachos, Kamaras, Eleftherakis, Grammos, Antoniadis, Domazos und Filakouris.
Im selben Jahr spielte Panathinaikos auch noch gegen Nacional Montevideo um den Weltpokal, nachdem Ajax Amsterdam auf eine Teilnahme verzichtet hatte. Nach einem 1:1-Unentschieden in Athen gewann Montevideo schließlich das Rückspiel mit 1:2 und sicherte sich somit vor heimischem Publikum die Trophäe.

### 1972–1980: Zwischen Wembley und der Profiliga
| Panathinaikos in der Alpha Ethniki |       |        |       |
| Saison                             | Platz | Punkte | Tore  |
| 1971/72                            | 01    | 88     | 89:23 |
| 1972/73                            | 03    | 82     | 89:29 |
| 1973/74                            | 02    | 55     | 76:27 |
| 1974/75                            | 05    | 40     | 62:41 |
| 1975/76                            | 04    | 38     | 47:28 |
| 1976/77                            | 01    | 54     | 70:20 |
| 1977/78                            | 03    | 45     | 63:25 |
| 1978/79                            | 05    | 38     | 46:37 |
| 1979/80                            | 03    | 45     | 38:24 |

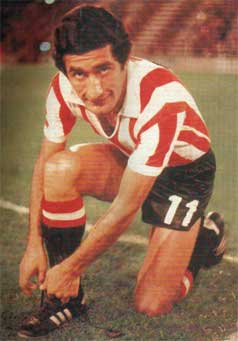
Juan Ramon Veron

Nach der Finalteilnahme ging die Vereinsführung davon aus, dass in der Folgezeit ähnliche oder sogar noch größere Taten folgen würden. Ein spielstarker Kader und die Euphorie der letzten Jahre ließen die Verantwortlichen ihre sportlichen Ziele hoch hängen. Die erwünschten Erfolge stellten sich jedoch nicht wie erhofft ein, sodass lediglich zwei Meisterschaften (1972 und 1977) sowie ein Pokaltitel (1977) verbucht werden konnten. 1978 konnte PAO wiederholt international von sich reden machen, als im Finale um den Balkanpokal Slawia Sofia geschlagen werden konnte (0:0, 2:1).
Zeitgleich stellten sich jedoch dem Verein erstmals in seiner Geschichte finanzielle Probleme. Im Sommer 1979 übernahm schließlich die Familie Vardinogiannis sämtliche Aktienanteile* des Vereins und somit wechselte der Besitz des bekanntesten griechischen Fußballvereins in die Hände des Reeders und Medienmoguls Vardis Vardinogiannis. 1980 wurde in Griechenland schließlich die Profiliga eingeführt, welche PAO erstmals 1984 für sich entscheiden konnte.
*Nach griechischem Recht müssen alle Profivereine Aktiengesellschaften sein. Die Aktien werden allerdings nicht, wie es üblich ist, öffentlich an der Börse gehandelt. Erst wenn ein Verein zum Verkauf steht, können diese, in der Regel als Gesamtpaket, den Besitzer wechseln.

### 1981–1996: Europäische Erfolge und Griechische Triumphe
| Panathinaikos in der Alpha Ethniki |       |        |       |
| Saison                             | Platz | Punkte | Tore  |
| 1980/81                            | 05    | 39     | 44:21 |
| 1981/82                            | 02    | 50     | 58:28 |
| 1982/83                            | 06    | 37     | 50:32 |
| 1983/84                            | 01    | 46     | 46:14 |
| 1984/85                            | 02    | 43     | 61:30 |
| 1985/86                            | 01    | 43     | 58:26 |
| 1986/87                            | 02    | 39     | 54:24 |
| 1987/88                            | 05    | 36     | 47:34 |
| 1988/89                            | 03    | 37     | 45:25 |
| 1989/90                            | 01    | 53     | 75:35 |
| 1990/91                            | 01    | 54     | 77:22 |
| 1991/92                            | 03    | 48     | 66:21 |
| 1992/93                            | 02    | 77     | 85:21 |
| 1993/94                            | 02    | 72     | 82:32 |
| 1994/95                            | 01    | 83     | 83:21 |
| 1995/96                            | 01    | 81     | 72:22 |

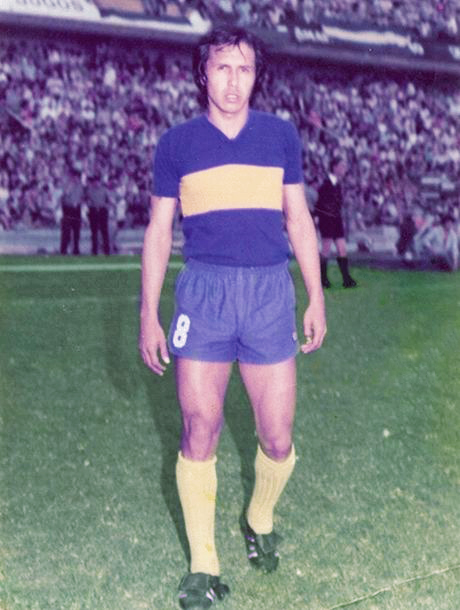
Juan Ramon Rocha

Nach der Einführung der Profiliga konnte Panathinaikos eine Reihe von nationalen Erfolgen vorweisen. Neben sechs gewonnenen Meisterschaften (1984, 1986, 1990, 1991, 1995, 1996) sowie neun Pokalsiegen (1982, 1984, 1986, 1988, 1989, 1991, 1993, 1994, 1995) konnte PAO auch dreimal den griechischen Supercup nach Athen holen (1988, 1993, 1994). 1982 verlor man die Meisterschaft nach Punktgleichheit und trotz besserem Torverhältnis an Piräus, die das Entscheidungsspiel mit 2:1 gewinnen konnten. In der regulären Saison hatten sich die beiden Mannschaften zuvor jeweils 1:1 unentschieden getrennt.
Herausragend in diesem Zeitraum war die Meisterschaft von 1995, als Panathinaikos zwei bis heute gültige Rekorde aufstellte. Neben den 16 Punkten Vorsprung vor dem Tabellenzweiten wurde die Meisterschaft bereits sechs Spieltage vor Saisonende gewonnen. Gleichzeitig wurden regelmäßig auch in den europäischen Wettbewerben Achtungserfolge erzielt.
Seitdem ist PAO die konstanteste und erfolgreichste Mannschaft Griechenlands bei den europäischen Pokalwettbewerben mit guten Leistungen in der Champions League und im UEFA-Pokal. Das erfolgreichste Jahr in dieser Phase war dabei 1996, als der Verein es bis ins Halbfinale der Champions League schaffte und dort in Amsterdam gegen Ajax Amsterdam mit 1:0 gewann. Im Rückspiel verlor die Mannschaft aber schließlich mit 0:3 und verpasste somit eine erneute Teilnahme im Finale um die höchste europäische Fußballauszeichnung für Vereinsmannschaften.

### 1997–2007: Die mageren Jahre
| Panathinaikos in der Meisterschaft |       |        |       |
| Saison                             | Platz | Punkte | Tore  |
| 1996/97                            | 05    | 64     | 60:25 |
| 1997/98                            | 02    | 85     | 90:24 |
| 1998/99                            | 03    | 74     | 66:36 |
| 1999/00                            | 02    | 88     | 92:24 |
| 2000/01                            | 02    | 66     | 61:20 |
| 2001/02                            | 03    | 55     | 53:25 |
| 2002/03                            | 02    | 70     | 50:19 |
| 2003/04                            | 01    | 77     | 62:18 |
| 2004/05                            | 02    | 65     | 51:18 |
| 2005/06                            | 03    | 67     | 55:23 |
| 2006/07                            | 03    | 54     | 47:28 |

Während der Verein weiterhin in Europa auf sich aufmerksam machen konnte, lief es in der heimischen Liga ab 1996 von Jahr zu Jahr immer schlechter. Ständige Trainerwechsel, Unruhen in der Vereinsführung und eine hohe Fluktuation an Spielern ließen den Anschluss an die nationale Spitze abreißen, so dass PAO über sieben Jahre keinen Titel mehr erringen konnte.

Griechische Briefmarke mit dem Vereinslogo von PAO

Spieler minderer Klasse sowie nicht ganz unumstrittene Entscheidungen der Unparteiischen bei den Schlüsselspielen standen dem Erfolg im Weg. International machte der Verein jedoch weiterhin von sich reden. So qualifizierte sich PAO 2001 für die zweite Gruppenphase der Champions League und ein Jahr später in der Saison 2001/02 schaffte man es sogar, unter dem 2004 verstorbenen Trainer Ioannis Kirastas und seinem Nachfolger Sergio Markarian, bis ins Viertelfinale des gleichen Wettbewerbs. In der ersten Gruppenphase der Champions League wurde PAO Erster vor dem FC Arsenal, RCD Mallorca und dem FC Schalke 04 und qualifizierte sich für die zweite Gruppenphase. Dort wurden sie Zweiter hinter Real Madrid und vor dem FC Porto und Sparta Prag. Im Viertelfinale schieden die „Grünen“ dann gegen den FC Barcelona knapp aus (1:0; 1:3). 2003 startete Panathinaikos im UEFA-Pokal und spielte sich dort bis ins Viertelfinale, wo man trotz eines Auswärtssieges beim späteren Titelgewinner FC Porto ausschied. In der abgelaufenen Saison zuvor verlor der Verein erneut eine Meisterschaft trotz Punktgleichheit an Piräus. Ausschlaggebend war dieses Mal die schlechtere Tordifferenz im direkten Vergleich der zwei Mannschaften (3:5). Lediglich 1998 schaffte es der Verein nach vielen Jahren nicht, sich für einen europäischen Wettbewerb zu qualifizieren.

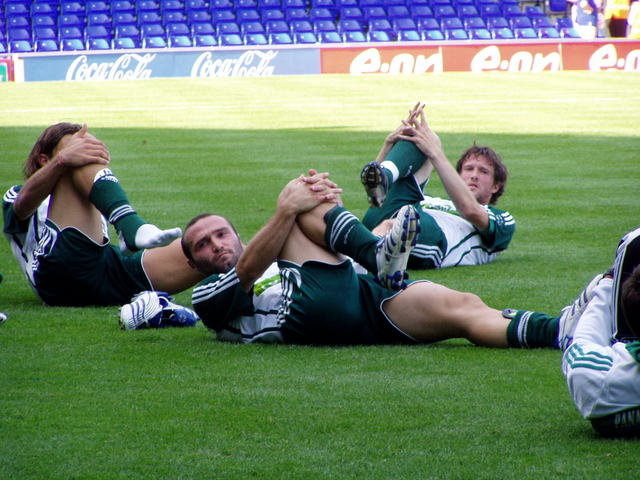
Spieler während der Saison-Vorbereitung 2007/08

Die lange nationale Durststrecke ohne einen Titelgewinn konnte Panathinaikos erst 2004 unter dem Trainer Itzhak Shum beenden. Nachdem man Olympiakos Piräus im Pokalfinale mit 3:1 bezwingen konnte, folgte wenige Wochen später die Meisterschaft und somit das siebte Double der Vereinsgeschichte. Auf europäischer Ebene blieb der Verein weit hinter den eigenen Erwartungen zurück. Der einstige Favoritenschreck musste zum Teil sehr deutliche Niederlagen hinnehmen, der die Kluft zwischen Fanbasis und Vorstand noch größer werden ließ.

### 2008: 100 Jahre Panathinaikos
| Panathinaikos in der Meisterschaft |       |        |       |
| Saison                             | Platz | Punkte | Tore  |
| 2007/08                            | 03    | 66     | 44:18 |
| 2008/09                            | 03    | 61     | 51:18 |
| 2009/10                            | 01    | 70     | 54:17 |
| 2010/11                            | 02    | 60     | 47:26 |

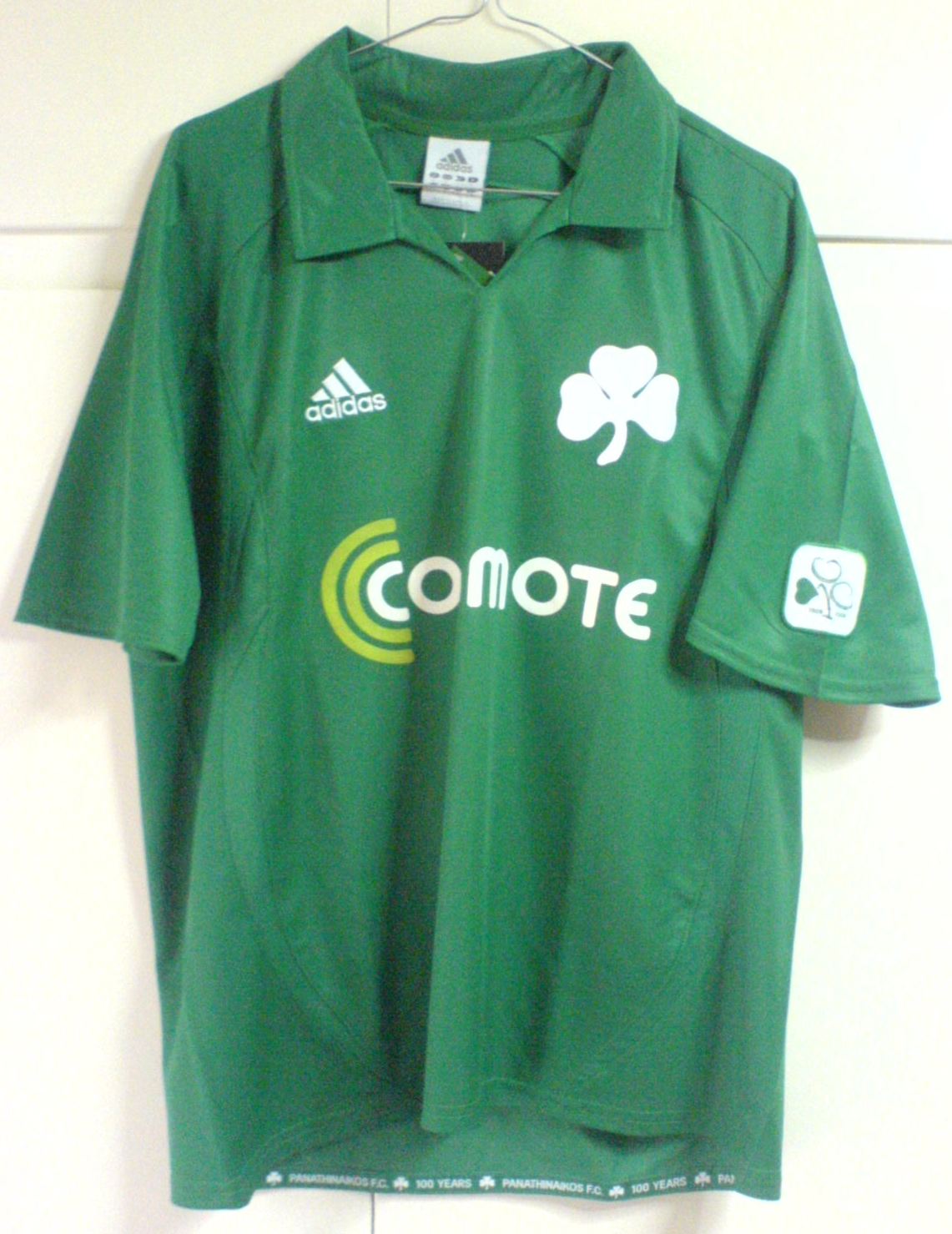
Jubiläumstrikot

2008, ein Jahrhundert nach seiner Gründung durch Georgios Kalafatis, feierte Panathinaikos am 3. Februar 2008 sein 100-jähriges Jubiläum. Über das ganze Jahr fanden zu diesem Anlass eine Reihe von Veranstaltungen, Feiern und Freundschaftsspielen statt. Beim ersten Pflichtspiel des Kalenderjahrs stellte der Verein sein Jubiläumstrikot vor, das sowohl an die Anfänge der Mannschaft wie auch an den bisher größten internationalen Erfolg, das Europacup-Finale 1971, erinnern sollte.
Sportlich begann für Panathinaikos das Jubiläumsjahr vielversprechend. In die Rückrunde der Saison 2007/08 startete man als Tabellenführer der griechischen Meisterschaft. Im nationalen Pokalwettbewerb hatte man sich für das Viertelfinale qualifiziert und auch im UEFA-Pokal hatte der Verein die Gruppenphase erfolgreich überstanden. Trotz dieser guten Ausgangsbedingungen schaffte es der Verein jedoch nicht, die Saison mit einem Titel abzuschließen. In der Meisterschaft belegte man nach der regulären Saison den dritten Platz und ging so als Zweitplatzierter in die erstmals ausgetragene Playoff Runde. Diese beendete PAO, nach vier Siegen und zwei Remis, als Sieger und sicherte sich so zumindest die Teilnahme an der UEFA Champions League der Folgesaison.

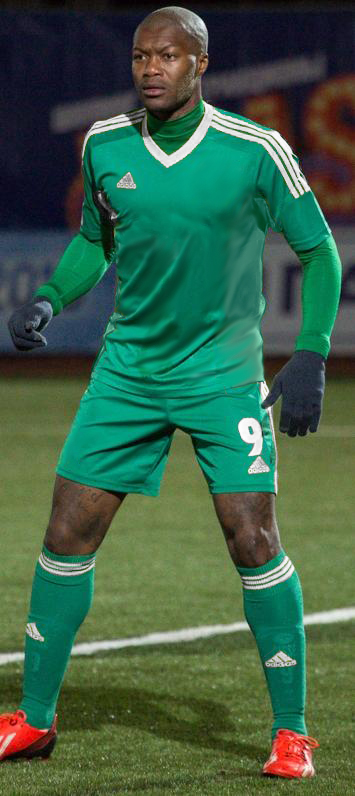
Djibril Cissé

Die verspielte Meisterschaft und die Tatsache zuvor ausgerechnet gegen Piräus im Pokal ausgeschieden zu sein, sorgte für großen Unmut unter der Fangemeinde des Vereins. War es während der Saison immer wieder zu Kundgebungen gegen die Vereinsführung gekommen, erreichten diese nun neue Dimensionen. Am 13. April versammelten sich ca. 40.000 Anhänger des Vereins auf der Leoforos Alexandra, der Hauptverkehrsader direkt vor dem Apostolos-Nikolaidis-Stadion, um friedlich gegen die Familie Vardinogiannis zu demonstrieren, in deren Besitz der Verein war. Nur wenige Wochen zuvor hatten sich unter dem Vorstandsvorsitzende der MIG Andreas Vgenopoulos eine Reihe von finanzstarken Anhängern des Vereins versammelt, um die „PEK“ (Παναθηναϊκή Ενωτική Κίνηση, Panathinaiki Enotiko Kinima, Vereinigende Bewegung von Panathinaikos) zu gründen. Ziel dieser Bewegung war es, den aktuellen Vereinspräsidenten Ioannis Vardinogiannis dazu zu drängen, die Türen des Vereins für die PEK zu öffnen und ihnen ein Mitspracherecht im Verein zu geben und die Möglichkeit, sich finanziell miteinzubringen. Zu den bedeutendsten Mitgliedern dieser Bewegung gehörten neben Vgenopoulos auch die Pharmaunternehmer und Brüder Pavlos (Besitzer und Präsident der Basketballabteilung von Panathinaikos) und Athanassios Giannakopoulos (Präsident des Dachvereins), sowie der Reeder Nikolaos Pateras. Angesichts dieses Drucks gab Vardinogiannis am 22. April auf einer Pressekonferenz bekannt, einer Erhöhung des Aktienkapitals um 80 Millionen Euro zuzustimmen. Die Familie Vardinogiannis besaß fortan 50 % der Aktien, während 10 % (nach griechischem Recht) beim Dachverein blieben. Die restlichen 40 % teilten sich fortan hauptsächlich Vgenopouos, Pateras sowie die Brüder Giannakopoulos. Gleichzeitig trat Vardinogiannis als Präsident des Vereins zurück und übergab dieses Amt an Nikolaos Pateras.
In Folge dieser Kapitalaufstockung investierte der Verein im Sommer 2008 so viel wie kein griechischer Verein zuvor. Ca. 23 Millionen wurden alleine für Spielertransfers ausgegeben, wobei der brasilianische Nationalspieler Gilberto Silva der namhafteste Neuzugang war. Mit dem Niederländer Henk ten Cate kam schließlich auch ein neuer Trainer. Unter ihm schaffte PAO bis zum Ende des Jahres wieder an alte erfolgreiche Zeiten auf europäischer Bühne anzuknüpfen, nachdem die Mannschaft unter anderem Inter Mailand sowie Werder Bremen auswärts schlagen und sich als Gruppenerster für das Achtelfinale der UEFA Champions League qualifizieren konnte. In der darauf folgenden Saison wurde der Verein erneut durch eine Reihe namhafter Neuzugängen verstärkt. So wurden neben dem Franzosen Djibril Cissé, die griechischen Nationalspieler und Europameister von 2004 Konstantinos Katsouranis und Georgios Seitaridis sowie der Argentinier Sebastián Leto vom FC Liverpool verpflichtet. Angeführt von diesen Spielern erreichte der Verein seine 20. Meisterschaft und erreichte nach dem Gewinn des Pokalwettbewerbs das achte Double seiner Vereinsgeschichte.

### 2011 bis heute: Der Neuaufbau
| Panathinaikos in der Meisterschaft |       |        |       |
| Saison                             | Platz | Punkte | Tore  |
| 2011/12                            | 02    | 66     | 54:23 |
| 2012/13                            | 06    | 40     | 32:30 |
| 2013/14                            | 04    | 66     | 57:28 |
| 2014/15                            | 02    | 66     | 59:31 |
| 2015/16                            | 03    | 55     | 52:26 |
| 2016/17                            | 03    | 57     | 45:19 |
| 2017/18                            | 11    | 32     | 30:30 |
| 2018/19                            | 8     | 36     | 38:30 |
| 2019/20                            | 4     | 44     | 38:23 |
| 2020/21                            | 5     | 53     | 41:34 |
| 2021/22                            | 4     | 61     | 52:26 |
| 2022/23                            | 2     | 78     | 47:16 |
| 2023/24                            | 4     | 72     | 82:37 |
| 2024/25                            | 4     | 59     | 42:32 |

2011 sah sich der Verein großen finanziellen Schwierigkeiten gegenübergestellt. Hauptverantwortlich dafür waren neben der griechischen Wirtschaftskrise, welche PAO geringere Zuschauer-, Sponsoren- und TV-Einnahmen einbrachte, auch die Unstimmigkeit der Vereinsführung über den Umgang mit dieser Krise. Infolgedessen sah sich Panathinaikos gezwungen u. a. den Publikumsliebling und Leistungsträger Cissé für die vereinsinterne Rekordablösesumme von 5,8 Mio. Euro an Lazio Rom sowie Nationaltorhüter Alexandros Tzorvas an US Palermo abzugeben, um so die laufenden Etatkosten zu senken.
Besonders deutlich sichtbar wurden Panathinaikos Probleme in diesem Zeitraum auch in der Tatsache, dass dem Verein zwischen Mai 2010 und Januar 2011, also etwas mehr als einem halben Jahr, sechs verschiedene Präsidenten vorstanden.
Nachdem im Frühjahr 2012 der Vorstand geschlossen zurücktrat, stellte der griechische Medienunternehmer Ioannis Alafouzos ein Konzept vor, welches die finanzielle Sanierung des Vereins vorsah. Kernpunkt seines Plans war die Übernahme der Aktienanteile der Familie Vardinogiannis. Ferner sah sein Konzept, anders als bei seinen Vorgängern, eine Beteiligung für einfache Anhänger des Vereins vor. Dazu wurde die Panathinaiki Simachia (Παναθηναϊκή Συμμαχία, Panathinaikos-Allianz) gegründet.

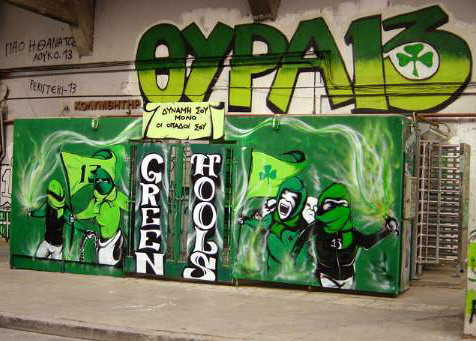
Graffiti am Eingang der Gate 13

Ab dem 2. Juli 2012 war es der breiten Fanbasis möglich sich über eine Mitgliedschaft einzuschreiben und so zur Gesundung des Vereins beizutragen. Neben einer Reihe prominenter Persönlichkeiten gehörten auch für PAO ehemals und zu diesem Zeitpunkt aktive Spieler wie u. a. Jean-Alain Boumsong, Sotirios Ninis, Gilberto Silva oder auch Djibril Cissé zu den Mitgliedern der ersten Stunde. Am 18. Juli 2012 übergab die Familie Vardinogiannis, die seit 1979 im Besitz des Vereins war, ihre Anteile an die Panathinaiki Simachia. Nachdem die anschließende Saison 2012/2013 nach mehreren Trainerwechseln nur auf dem sechsten Tabellenplatz beendet werden konnte, schaffte es Panathinaikos erstmals nach vielen Jahren nicht sich für die Teilnahme an einem internationalen Wettbewerb zu qualifizieren. Im Mai 2013 übernahm Ioannis Anastasiou den Posten des Mannschaftstrainers. Der ehemalige Nationalstürmer und Spieler von Ajax Amsterdam setzte bei seiner Kaderbildung im Sommer 2013 verstärkt auf den vereinsinternen Nachwuchs und stellte mit Panathinaikos so den im Schnitt jüngsten Kader der griechischen Liga. Ihnen zur Seite wurden die erfahrenen, ehemals auch in der deutschen Bundesliga aktiven Profis Marcus Berg, Mladen Petrić, Danijel Pranjić und Gordon Schildenfeld gestellt. Seine erste Saison beendete PAO unter Anastasiou zwar lediglich auf dem vierten Platz, mit dem überzeugenden 4:1-Finalsieg über PAOK Thessaloniki im Pokalfinale konnte der Verein jedoch den ersten Titelgewinn seit 2010 und den ersten unter der neuen Vereinsführung vorweisen.

## Panathinaikos und die Nationalmannschaft

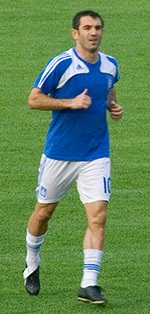
Griechenlands Rekordnationalspieler Karagounis im Nationaltrikot

Seit Bestehen der griechischen Nationalmannschaft bildeten die Spieler von Panathinaikos deren Rückgrat. Von den Nachwuchsmannschaften bis zur Herrenauswahl gehörten Spieler wie Linoxilakis, Ikonomopoulos, Domazos, Saravakos, Basinas oder Karagounis zu den Leistungsträgern. Als besonders erfolgreich zeigt sich PAO auch bei seiner Jugendarbeit. So standen beim Europameister 2004 Griechenland mit Basinas, Chalkias, Karagounis und Goumas gleich vier Spieler im Kader, die aus der eigenen PAO-Jugend stammen. Mit Nikopolidis, Seitaridis, Fyssas, Georgiadis und Papadopoulos waren fünf weitere Spieler im Kader, die bei Panathinaikos unter Vertrag standen oder dort ihren großen Durchbruch schafften.
Beim entscheidenden Play-off-Spiel in der Ukraine um die Teilnahme an der Weltmeisterschaft 2010 stellte Panathinaikos sieben der insgesamt 14 eingesetzten Spieler. Im Einzelnen waren dies Tzorvas, Spyropoulos, Vyntra, Karagounis, Katsouranis, Tziolis sowie Salpingidis. Mit Kyrgiakos und Gekas kamen zwei weitere Spieler, die bei Panathinaikos den Durchbruch schafften, zum Einsatz.
In der Qualifikation für die Fußball-Europameisterschaft 2012 stellte Panathinaikos mit Karagounis, Katsouranis, Ninis, Seitaridis, Spyropoulos, Tzorvas und Vyntra mit sieben Spielern abermals den größten Teil der Nationalmannschaft.
Neben den vielen Spielern, die Panathinaikos bis heute für die Nationalmannschaft stellte, war das Apostolos-Nikolaidis-Stadion, welches sich im Privatbesitz des Vereins befindet, Heimstätte vieler Spiele der Griechischen Nationalmannschaft.

## Stadien
| Zeitraum  | Stadion              |
| --------- | -------------------- |
| 1922–1984 | Apostolos Nikolaidis |
| 1984–2000 | Olympiastadion       |
| 2000–2005 | Apostolos Nikolaidis |
| 2005–2007 | Olympiastadion       |
| 2007–2008 | Apostolos Nikolaidis |
| 2008–2013 | Olympiastadion       |
| 2013–2018 | Apostolos Nikolaidis |
| 2018–2020 | Olympiastadion       |
| 2020-0000 | Apostolos Nikolaidis |

Bis 1922 konnte Panathinaikos kein eigenes Stadion oder keinen eigenen Sportplatz vorweisen. Spiele bzw. Trainingseinheiten fanden daher auf Plätzen statt, die im städtischen Besitz waren.

### Apostolos-Nikolaidis-Stadion

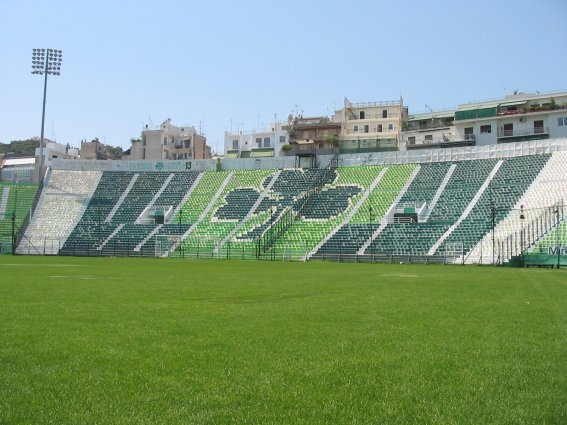
Blick auf die Westkurve mit der berühmten Gate 13

Ab 1922 war das Apostolos-Nikolaidis-Stadion, welches im Volksmund „Leoforos“ genannt wird, Heimat des größten Athener Fußballvereins. Nachdem im Jahr 1928 die erste Tribüne errichtet worden war, fanden dort in den nächsten ca. 50 Jahren alle bedeutenden nationalen wie auch internationalen Begegnungen des Vereins statt. 1938 kam es als erstes griechisches Stadion in den Besitz einer Flutlichtanlage, und 20 Jahre später, im Jahr 1958, bekam es als erstes Stadion des Landes einen Rasenbelag. 1984 verließ schließlich Panathinaikos für das erste Mal in seiner Geschichte das heimische Stadion, um in das damals neu errichtete Olympiastadion Athen zu ziehen. 2000 nahm der Verein für sieben Millionen Euro Modernisierungsarbeiten am Apostolos-Nikolaidis-Stadion vor, und Panathinaikos kehrte noch einmal bis zum Ende der Saison 2004/05 an seine alte Wirkungsstätte zurück. Die hohen Auflagen der UEFA an die Stadien für die Spiele der UEFA Champions League ließen einen weiteren Spielbetrieb nicht zu, und Panathinaikos sah sich gezwungen, abermals ins Olympiastadion zu ziehen. Im Sommer 2007 entschloss sich der Verein wieder dazu ins „Apostolos Nikolaidis“ zurückzukehren. Zu diesem Anlass wurde das Stadion wiederholt umfangreichen Modernisierungsarbeiten unterzogen. Obwohl man ursprünglich plante bis zur Fertigstellung des Stadionneubaus an alter Wirkungsstätte zu spielen, blieb Panathinaikos lediglich bis zum Ende der Saison 2007/08 an der Leoforos.
Zu einer Rückkehr an die Leoforos kam es im Sommer 2013. Die Vereinsführung unter Präsident Ioannis Alafouzos war, nicht zuletzt aufgrund der angespannten Finanzlage des Vereins, nicht länger gewillt die hohen Mietkosten für das Olympiastadion zu tragen.

### Olympiastadion Athen

Olympiastadion Athen

Das Athener Olympiastadion (im Volksmund OAKA genannt) trägt den Namen von Spyridon Louis, dem Sieger des ersten olympischen Marathonlaufs der Moderne (1896). Die Bauarbeiten begannen am 7. Januar 1980 und dauerten bis zum September 1982 an. Vor den Olympischen Spielen wurde das Stadion vollständig umgebaut und modernisiert; die Kosten dafür beliefen sich auf 156 Millionen Euro. Das Stadion erhielt ein 17.000 Tonnen schweres und vom spanischen Architekten Santiago Calatrava entworfenes Dach aus Polykarbonatscheiben. Dieses mit 25.000 m² größte Polykarbonatdach der Welt wurde kurz vor der offiziellen Wiedereröffnung am 30. Juli 2004 fertiggestellt und bedeckt insgesamt 95 % der Sitzplätze. Das Stadion befindet sich innerhalb eines Sportkomplexes in Marousi, zehn Kilometer nordöstlich des Stadtzentrums von Athen. Erschlossen ist dieses durch die Linie 1 der U-Bahn Athen.
Nachdem Panathinaikos bereits von 1984 bis 2000 seine Heimspiele im Olympiastadion austrug, war das angesichts der Olympischen Spiele in Athen modernisierte Stadion von Sommer 2005 bis 2007 und zwischen 2008 und 2013 Heimat der „Grünen“. Das Olympiastadion, welches man sich mit AEK Athen teilen musste, sollte ursprünglich lediglich eine Übergangslösung darstellen, bis der eigene Stadionneubau abgeschlossen sein sollte.

### Stadionneubau
Planungen, die einen Stadionneubau umfassen, wurden beim Verein bereits seit den 1990ern erwogen. Die Suche nach einem geeigneten Standort sowie die Finanzierung des Projekts stellten sich bisher jedoch als äußerst schwierig dar. Einen Stadionneubau an Stelle des Apostolos-Nikolaidis-Stadions schloss die Stadt Athen kategorisch aus, da sich das Grundstück in einem der am dichtesten besiedelten Bezirke Athens befindet. Auf der Suche nach Alternativen wurden Baumaßnahmen in den Stadtteilen Goudi sowie Helliniko erwogen. Während die erste Lösung von den Fans aufgrund ihrer geographischen Nähe zum Apostolos-Nikolaidis-Stadion favorisiert wurde, stießen Überlegungen für einen Neubau in Helliniko auf großen Widerstand seitens der Anhänger des Vereins. Zwar liegt Helliniko mit seinen Wettkampforten aus der Zeit der Olympischen Spiele inmitten derer das Stadion errichtet werden sollte, in einem Vorort Athens, die traditionsbewussten Anhänger beharrten jedoch auf einer Lösung innerhalb des Stadtbezirks Athen.
Nach Verhandlungen mit der Stadt Athen, die sich über mehrere Jahre hinzogen, einigte man sich schließlich auf einen Stadionneubau im Athener Bezirk Votanikos, welcher sich ca. 2,5 km westlich des Stadtzentrums befindet. Hier sollte ursprünglich bis zum Jahr 2010 ein Sportkomplex entstehen, der neben einem Fußballstadion, Mehrzwecksporthallen für die Basketball- und Volleyballabteilungen und einem Schwimmbad für die Wasserballabteilung auch Sportstätten für alle anderen Abteilungen des Vereins mit einschließt. Das Fußballstadion sollte nach diesen Plänen als erstes fertiggestellt werden. Das Fassungsvermögen sollte bei ca. 46.000 Zuschauerplätzen liegen. Die Arbeiten am Stadion haben bis zum heutigen Tage noch nicht begonnen.

### Trainingsgelände
Zwischen 1981 und 2013 nutzte Panathinaikos das Trainingsgelände in Peania, welches das erste seiner Art in Griechenland war. Bis heute zählt das östlich des Stadtzentrums nahe dem Athener Flughafen Eleftherios Venizelos gelegene Gelände zu den modernsten in Europa. Neben den Trainingseinrichtungen für die Profimannschaft befinden sich vor Ort auch die Jugendakademie des Vereins.
Zum Trainingsgelände gehören vier Rasenplätze, von denen zwei über eine Flutlichtanlage verfügen, sowie ein Kunstrasenplatz. Neben den Trainingsplätzen befinden sich auf der Anlage auch Bürogebäude, Kraft- und Behandlungsräume, ein Schwimmbad, sowie eine Wohneinheit mit 27 Doppelzimmern, ein Restaurant, Konferenz- und Erholungsräumen. Das sieben Hektar große Trainingsgelände befindet sich im Besitz der Familie Vardinogiannis.
Im Mai 2013 gab Panathinaikos bekannt, dass nur ca. 2,5 km südwestlich liegende Trainingslager „Apilion“ nahe Koropi sowie weitere 5 ha Land für eine Gesamtsumme von 10 Mio. Euro erworben zu haben. Zu diesem Schritt kam es, da die Vereinsführung nicht mehr gewillt war die hohen Mietkosten über 1,2 Mio. Euro pro Saison für das Trainingslager in Peania weiterhin an die Familie Vardinogiannis zahlen zu wollen.
Das neue Trainingslager verfügt über zwei Natur- und einen Kunstrasenplatz sowie sechs weiteren Kleinfeldanlagen die alle eine Flutlichtanlage aufweisen. Neben den Trainingsplätzen befinden sich auf der Anlage auch ein Schwimmbecken (acht Bahnen, 25 m Länge), Tennisplätze, Umkleide-, Kraft- und Behandlungsräume sowie ein Restaurant und eine Cafeteria.
Im April 2014 wurde bekannt gegeben, dass das Trainingsgelände um drei weitere Rasenplätze erweitert werden soll.
Im Oktober 2016 gab der Verein bekannt übergangsweise zum alten Trainingsgelände in Peania zurückzukehren, bis die Erweiterungsmaßnahmen am eigenen Gelände abgeschossen sein werden.

## Panathinaikos in den Medien
In den griechischen Massenmedien ist Panathinaikos Athen so gut wie kaum eine andere griechische Mannschaft vertreten. So widmet sich stets ein umfangreicher Teil der Berichterstattung der täglich erscheinenden Sportzeitungen dem Geschehen rund um die Fußballmannschaft des Vereins.
Ihren Vertrieb eingestellt und nicht mehr im Umlauf sind I Prasini, Athlitiki Icho, Derby sowie die früher wöchentlich erhältliche Prasinos Tipos. Diese erschienen landesweit, verfolgten die Interessen des Vereins und stützten dessen Politik.
Mittlerweile nicht mehr ausgestrahlt wird das Magazin Prasinos Palmos. Dieses lief bis 2010 wöchentlich auf dem privaten Sender High TV und hatte eine Dauer von ca. zwei Stunden. Inhalt der Sendung waren neben den Angelegenheiten der Fußballabteilung auch Themen, welche die anderen Sportabteilungen des Vereins betrafen.
Im Sommer öffnete der Verein den hauseigenen Sender Panathinaikos TV, welcher Eigentum der Fußballabteilung von Panathinaikos ist und ein auf den Sportverein spezialisiertes Spartenprogramm überträgt. Dieses besteht vorwiegend aus Interviews und Reportagen zu den Akteuren der Mannschaften sowie dem Mannschaftstraining. Ferner werden Freundschaftsspiele der Herrenmannschaft, Meisterschaftsspiele der Nachwuchsmannschaften sowie vereinzelte Begegnungen anderer Sportabteilungen des Vereins übertragen. PAO TV ist ausschließlich über dessen Webpräsenz zu empfangen.

## Spieler

### Transfers 2025/26
| Zugänge - Davide Calabria (AC Mailand) - Pedro Chirivella (FC Nantes) - Konstantinos Kotsaris (FC Kalamata) - Georgios Kyriopoulos (AE Kifisia)1 - Giorgos Kyriakopoulos (Sassuolo Calcio)000000 - Alban Lafont (FC Nantes)2 - Ahmed Touba (Istanbul Başakşehir) - Anass Zaroury (RC Lens)2 | Abgänge - Willian Arão (FC Santos) - Dimitris Limnios (Fortuna Sittard)2 - Hörður Björgvin Magnússon (Ziel unbekannt) - Klidman Lilo (OFI Kreta) - Juri Lodygin (Levadiakos) - Nemanja Maksimović (Shabab al-Ahli Dubai Club) - Rubén Pérez (AE Kifisia) - Bart Schenkeveld (Khaleej Club) - Georgios Vagiannidis (Sporting Lissabon) - Zeca (Karriereende) |

1 War ausgeliehen
2 Ist ausgeliehen

### Aktueller Kader
| Rückennr.  | Name                  | Nationalität            | geboren    | im Verein seit | Vertrag bis | letzter Verein       | SL-Spiele | SL-Tore | Status    |
| Tor        |                       |                         |            |                |             |                      |           |         |           |
| 40         | Alban Lafont          | Frankreich Burkina Faso | 23.01.1999 | 2025           | 2026        | FC Nantes            | 0         | 0       | L         |
| 69         | Bartłomiej Drągowski  | Polen                   | 19.08.1997 | 2024           | 2028        | Spezia Calcio        | 41        | 0       | N         |
| 70         | Konstantinos Kotsaris | Griechenland            | 25.07.1996 | 2025           | 2027        | FC Kalamata          | 25        | 0       |           |
| 82         | Georgios Karakasidis  | Griechenland            | 31.01.2005 | 2024           | 2025        | eigene Jugend        | 0         | 0       |           |
| Abwehr     |                       |                         |            |                |             |                      |           |         |           |
| 02         | Davide Calabria       | Italien                 | 06.12.1996 | 2025           | 2028        | AC Mailand           | 0         | 0       | N         |
| 03         | Philipp Max           | Deutschland             | 30.09.1993 | 2024           | 2027        | Eintracht Frankfurt  | 9         | 0       | N         |
| 05         | Ahmed Touba           | Algerien Belgien        | 13.03.1998 | 2025           | 2028        | Istanbul Başakşehir  | 0         | 0       | N         |
| 14         | Erik Palmer-Brown     | Vereinigte Staaten      | 24.04.1997 | 2023           | 2027        | ES Troyes AC         | 10        | 0       | A / N     |
| 15         | Sverrir Ingi Ingason  | Island                  | 05.08.1993 | 2024           | 2028        | FC Midtjylland       | 133       | 15      | N         |
| 21         | Tin Jedvaj            | Kroatien                | 28.11.1995 | 2023           | 2027        | Lokomotive Moskau    | 44        | 3       | N         |
| 25         | Filip Mladenović      | Serbien                 | 15.08.1991 | 2023           | 2026        | Legia Warschau       | 57        | 2       | N         |
| 26         | Elton Fikaj           | Albanien                | 18.10.2005 | 2023           | 2028        | eigene Jugend        | 1         | 0       |           |
| 27         | Ioannis Kotsiras      | Griechenland            | 16.12.1992 | 2021           | 2026        | Asteras Tripolis     | 204       | 2       | N         |
| 77         | Giorgos Kyriakopoulos | Griechenland            | 05.02.1996 | 2025           | 2029        | Sassuolo Calcio      | 58        | 4       | N         |
| Mittelfeld |                       |                         |            |                |             |                      |           |         |           |
| 04         | Pedro Chirivella      | Spanien                 | 23.05.1997 | 2025           | 2027        | FC Nantes            | 0         | 0       |           |
| 06         | Manolis Siopis        | Griechenland            | 14.05.1994 | 2025           | 2027        | Cardiff City         | 157       | 1       | N         |
| 08         | Azzedine Ounahi       | Marokko                 | 19.04.2000 | 2024           | 2025        | Olympique Marseille  | 25        | 5       | A / N / L |
| 11         | Anastasios Bakasetas  | Griechenland            | 28.06.1993 | 2024           | 2027        | Trabzonspor          | 203       | 41      | N         |
| 16         | Adam Gnezda Čerin     | Slowenien               | 16.07.1999 | 2022           | 2028        | 1. FC Nürnberg       | 86        | 6       | N         |
| 17         | Daniel Mancini        | Argentinien Italien     | 11.11.1996 | 2023           | 2026        | Aris Thessaloniki    | 169       | 16      |           |
| 30         | Adriano Bregu         | Griechenland Albanien   | 09.04.2006 | 2024           | 2027        | eigene Jugend        | 0         | 0       |           |
| 31         | Filip Đuričić         | Serbien                 | 30.01.1992 | 2023           | 2026        | Sampdoria Genua      | 46        | 10      | N         |
| 44         | Georgios Nikas        | Griechenland            | 17.09.1999 | 2023           | 2027        | Levadiakos           | 37        | 2       |           |
| Sturm      |                       |                         |            |                |             |                      |           |         |           |
| 07         | Fotis Ioannidis       | Griechenland            | 10.01.2000 | 2020           | 2028        | Levadiakos           | 160       | 38      | C / N     |
| 09         | Anass Zaroury         | Marokko Belgien         | 07.11.2000 | 2025           | 2026        | RC Lens              | 0         | 0       | N / L     |
| 10         | Tetê                  | Brasilien               | 15.02.2000 | 2024           | 2028        | Galatasaray Istanbul | 31        | 5       | A         |
| 19         | Karol Świderski       | Polen                   | 23.01.1997 | 2025           | 2028        | Charlotte FC         | 107       | 33      | N         |
| 28         | Facundo Pellistri     | Uruguay Spanien         | 20.12.2001 | 2024           | 2028        | Manchester United    | 24        | 1       | N         |
| 29         | Alexander Jeremejeff  | Schweden                | 12.10.1993 | 2023           | 2025        | BK Häcken            | 47        | 12      | N         |
| 60         | Georgios Kyriopoulos  | Griechenland            | 12.10.1993 | 2025           | 2028        | AE Kifisia           | 0         | 0       |           |

| A = Nicht-UEFA Ausländer (in Griechenland nur fünf je Verein zugelassen) C = Mannschaftskapitän L = Leihgabe N = Nationalspieler |

Stand: 3. August 2025

### Verliehene Spieler
| Name                   | Nationalität       | geboren    | Position   | verliehen an    |
| ---------------------- | ------------------ | ---------- | ---------- | --------------- |
| Enis Çokaj             | Albanien           | 23.02.1999 | Mittelfeld | Levadiakos      |
| Georgios Katris        | Griechenland       | 30.05.2002 | Abwehr     | Levadiakos      |
| Christos Kryparakos    | Griechenland       | 12.06.2003 | Mittelfeld | Niki Volou      |
| Odysseas Lazaris       | Griechenland       | 26.11.2005 | Sturm      | GS Marko        |
| Dimitris Limnios       | Griechenland       | 27.05.1998 | Sturm      | Fortuna Sittard |
| Athanasios Prodromitis | Griechenland       | 29.02.2004 | Abwehr     | Niki Volou      |
| Miguel Tavares         | Portugal           | 29.01.1999 | Sturm      | Makedonikos     |
| Tonny Vilhena          | Niederlande Angola | 03.01.1995 | Mittelfeld | Alanyaspor      |

### Bedeutende oder bekannte ehemalige Spieler
→ Genauere und mehr Daten zu den ehemaligen wichtigen Leistungsträgern finden sich auf Panathinaikos Athen (Fußball)/Namen und Zahlen.

#### Griechische Spieler
Es folgt eine Auswahl an bedeutenden oder bekannten Spielern, die in der Vergangenheit bei Panathinaikos unter Vertrag standen. Neben dem Zeitraum und der Spielposition werden auch die Anzahl der für PAO absolvierten Spiele und erzielten Tore in der nationalen Meisterschaft angegeben. Bei der Aufzählung der nationalen Titel werden nur solche berücksichtigt, welche in den Zeitraum fallen, bei denen die jeweiligen Spieler bei Panathinaikos aktiv waren. Bei noch aktiven Spielern sind alle Angaben auf dem Stand des 12. November 2010.
- Antonis Antoniadis (1968–1978, 1981–1982; Stürmer)

fünfmaliger Torschützenkönig der griechischen Liga (1970, 1972, 1973, 1974, 1975); Finalist Europapokal der Landesmeister 1971; Finalist Weltpokal 1971; bester Torschütze des Europapokals der Landesmeister 1971, griechischer Nationalspieler; mit insgesamt 180 erzielten Toren liegt Antoniadis auf Platz zwei der ewigen Bestenliste PAOs; mit insgesamt 187 erzielten Toren liegt Antoniadis auf Platz fünf der ewigen Bestenliste Griechenlands
Titel: vier Meisterschaften, zwei Pokalsiege, ein Supercup, Balkanpokal
- Efstratios Apostolakis (1988–1998; Verteidiger; 249 Spiele, 21 Tore)

96-facher Nationalspieler, WM-Teilnehmer 1994, Champions-League-Halbfinalist 1996
Titel: drei Meisterschaften, vier Pokalsiege, drei Supercups

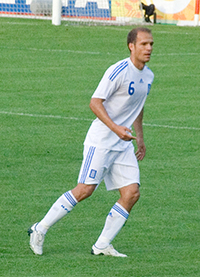
Angelos Basinas

- Angelos Basinas (1995–2006; Mittelfeldspieler; 199 Spiele, 27 Tore)

aus der eigenen Jugend stammend; Champions-League-Halbfinalist 1996; langjähriger Mannschaftskapitän; 100-facher Nationalspieler; Europameister 2004; EM-Teilnehmer 2008
Titel: zwei Meisterschaften, ein Pokalsieg, ein Supercup
- Dimitrios Domazos (1959–1978, 1980; Mittelfeldspieler; 503 Spiele, 134 Tore)

langjähriger Mannschaftskapitän, Finalist Europapokal der Landesmeister 1971; Finalist Weltpokal 1971; mit 503 absolvierten Spielen liegt Domazos auf Platz eins der ewigen Bestenliste PAOs; mit 536 absolvierten Spielen liegt Domazos auf Platz eins der ewigen Bestenliste Griechenlands; mit insgesamt 134 erzielten Toren liegt Domazos auf Platz drei der ewigen Bestenliste PAOs; 51-facher Nationalspieler
Titel: neun Meisterschaften, drei Pokalsiege, ein Supercup, Balkanpokal
- Konstantinos Eleftherakis (1968–1980; Verteidiger; 308 Spiele 85 Tore)

Finalist Europapokal der Landesmeister 1971; Finalist Weltpokal 1971; mit 307 absolvierten Spielen liegt Eleftherakis auf Platz eins der ewigen Bestenliste PAOs; mit insgesamt 85 erzielten Toren liegt Eleftherakis auf Platz fünf der ewigen Bestenliste PAOs; 34-facher Nationalspieler
Titel: vier Meisterschaften, zwei Pokalsiege, ein Supercup, Balkanpokal
- Panagiotis Filakouris (1965–1975; Mittelfeldspieler)

Finalist Europapokal der Landesmeister 1971; Finalist Weltpokal 1971
Titel: drei Meisterschaften, zwei Pokalsiege, ein Supercup

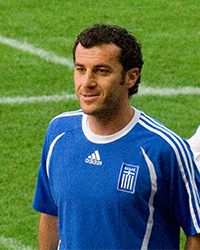
Ioannis Goumas

- Ioannis Goumas (1994–2009; Verteidiger; 287 Spiele, 27 Tore)

aus der eigenen Jugend stammend; langjähriger Mannschaftskapitän; Champions-League-Halbfinalist 1996; 44-facher Nationalspieler; Europameister 2004; EM-Teilnehmer 2008
Titel: drei Meisterschaften, drei Pokalsiege, ein Supercup
- Panagiotis Ikonomopoulos (1963–1977; Torhüter)

Finalist Europapokal der Landesmeister 1971; Finalist Weltpokal 1971; blieb 1965 mit Panathinaikos für 1088 Minuten ohne Gegentreffer (griechischer Ligarekord); 25-facher Nationalspieler
Titel: fünf Meisterschaften, zwei Pokalsiege, ein Supercup
- Giorgos Kalafatis (1908–1923)

Gründungsvater von Panathinaikos
- Ioannis Kalitzakis (1987–1997; Verteidiger; 260 Spiele, 15 Tore)

Champions-League-Halbfinalist 1996; 72-facher Nationalspieler, WM-Teilnehmer 1994
Titel: vier Meisterschaften, sechs Pokalsiege, drei Supercups
- Giorgos Karagounis (1998–2003, 2007–2012; Mittelfeldspieler; 245 Spiele, 37 Tore)

aus der eigenen Jugend stammend; langjähriger Mannschaftskapitän; griechischer Rekordnationalspieler; Europameister 2004; EM-Teilnehmer 2008 und 2012; WM-Teilnehmer 2010
Titel: zwei Meisterschaften, ein Pokalsieg
- Spyros Livathinos (1975–1986; Mittelfeldspieler; 267 Spiele, 43 Tore)

aus der eigenen Jugend stammend; 27-facher Nationalspieler
Titel: drei Meisterschaften, vier Pokalsiege

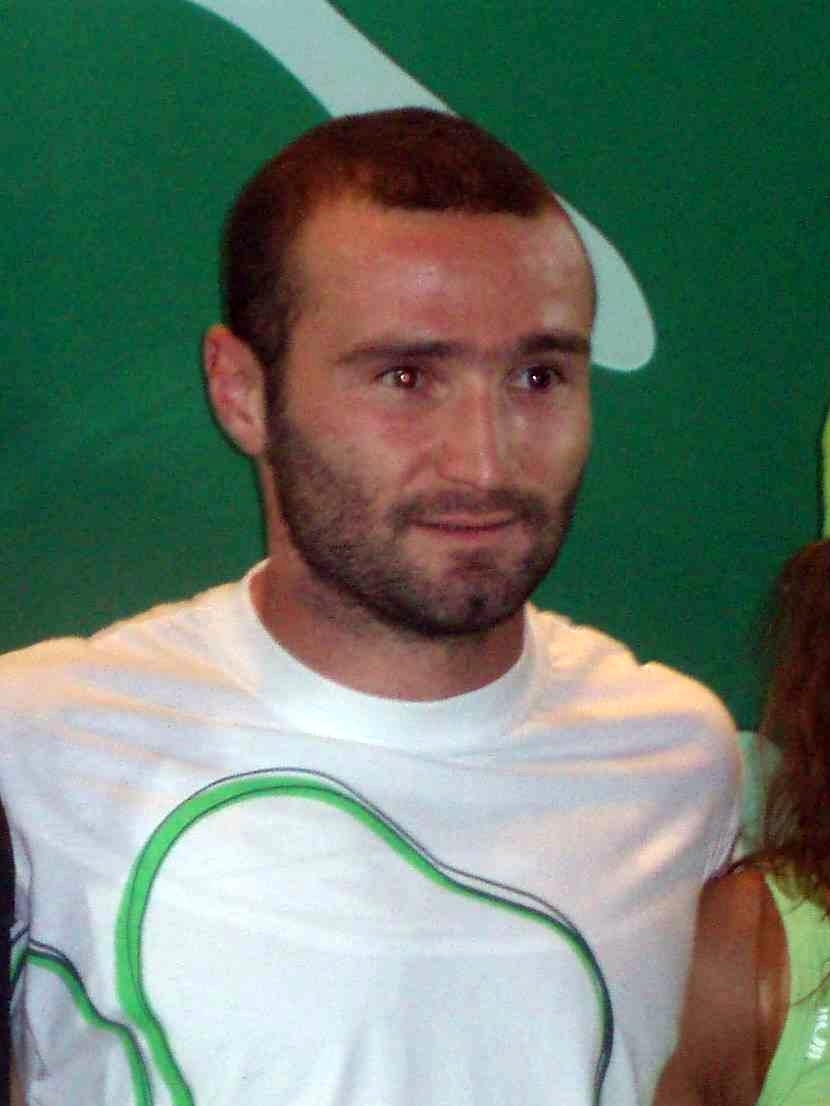
Dimitrios Salpingidis

- Spyros Marangos (1989–1996; Mittelfeldspieler; 199 Spiele, 17 Tore)

Champions-League-Halbfinalist 1996; 26-facher Nationalspieler; WM-Teilnehmer 1994
Titel: vier Meisterschaften, fünf Pokalsiege, zwei Supercups
- Antonios Nikopolidis (1989–2004; Torhüter, 189 Spiele)

Champions-League-Halbfinalist 1996; langjähriger Mannschaftskapitän; 90-facher Nationalspieler; Europameister 2004; EM-Teilnehmer 2008
Titel: fünf Meisterschaften, fünf Pokalsiege, drei Supercups
- Nikolaos Sarganis (1985–1991; Torhüter)

58-facher Nationalspieler; EM-Teilnehmer 1980
Titel: drei Meisterschaften, vier Pokalsiege, ein Supercup
- Dimitrios Saravakos (1984–1994, 1997–1998; Mittelfeldspieler; 254 Spiele, 125 Tore)

78-facher Nationalspieler; WM-Teilnehmer 1994
Titel: drei Meisterschaften, sechs Pokalsiege, zwei Supercups
Weitere bedeutende oder bekannte Spieler sind die Europameister von 2004 Konstantinos Chalkias, Panagiotis Fyssas, Georgios Georgiadis, Dimitris Papadopoulos und Georgios Seitaridis, die auch in Deutschland aktiv gewesenen Maik Galakos, Theofanis Gekas, Sotirios Kyrgiakos, Nikos Liberopoulos und Evangelos Mantzios sowie weitere Akteure wie Georgios Delikaris, Georgios Donis, Christos Dimopoulos, Aristidis Kamaras, Georgios Kapouranis, Anthimos Kapsis, Ioannis Kirastas, Kostantonos Linoxilakis, Takis Loukanidis, Angelos Messaris, Apostolos Nikolaidis, Nikolaos Nioplias, Loukas Panourgias, Dimitrios Salpingidis, Konstantinos Tsiklitiras und Nikolaos Vamvakoulas.

#### Ausländische Spieler
Der bedeutendste ausländische Fußballspieler, der je für Panathinaikos Athen aktiv war, dürfte der Pole Krzysztof Warzycha sein. Der Mittelstürmer und 50-fache Nationalspieler wechselte 1989 zu PAO und stand dort bis 2004 unter Vertrag. In 390 Erstligaspielen erzielte er 244 Tore und ist somit der erfolgreichste Torschütze der Vereinsgeschichte. Mit Panathinaikos konnte Warzycha je fünf Mal die Meisterschaft sowie den Pokal, und zwei Mal den Supercup gewinnen. 1996 erreichte er mit dem Verein zudem das Halbfinale der UEFA Champions League.
Ein weiterer bedeutender Spieler von internationalem Format ist Gilberto Silva. Der ehemalige Mannschaftskapitän der Brasilianischen Fußballnationalmannschaft und Weltmeister von 2002 stand zwischen 2008 und 2011 bei Panathinaikos unter Vertrag und konnte in diesem Zeitraum neben einer Meisterschaft auch ein Mal den griechischen Vereinspokal gewinnen.
Der Franzose Djibril Cissé stand zwischen 2009 und 2011 bei Panathinaikos unter Vertrag. In diesem Zeitraum gewann der französische Nationalspieler und Champions-League-Gewinner 2005 neben der Griechischen Meisterschaft auch den Pokal und wurde zudem zwei Mal Torschützenkönig der griechischen Liga.
Herausragend in der Vereinsgeschichte war auch Velimir Zajec, der zwischen 1984 und 1988 bei den Athenern unter Vertrag stand. Sein Transfer zu den Griechen sorgte für großes Aufsehen, zumal Zajec zu diesem Zeitpunkt zum Kapitän der Jugoslawischen Fußballnationalmannschaft aufgestiegen war und europäische Spitzenvereine aus Spanien und Italien an einer Verpflichtung des Liberos interessiert waren. Bei Panathinaikos gewann Zajec eine Meisterschaft sowie zwei Mal den Pokal.

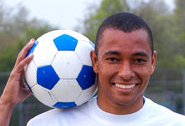
Gilberto Silva

Weitere bedeutende Spieler vom lateinamerikanischen Markt waren neben den Brasilianern Bernard, Flávio Conceição und Júlio César da Silva vor allem die Argentinier Oscar Alvarez, Juan José Borrelli, Juan Ramón Rocha sowie Juan Ramón Verón. Herausragend war dabei die Rolle von Borelli. Zwischen 1991 und 1996 führte der Spielmacher PAO zu zwei Meisterschaften, drei Pokalsiegen, zwei Supercups und schaffte es 1996 bis ins Halbfinale der UEFA Champions League. In 86 Erstligaspielen erzielte Borelli 26 Tore.
Weitere bekannte oder bedeutende Akteure waren die Kroaten Aljoša Asanović, Igor Bišćan, Robert Jarni, Mladen Petrić, Danijel Pranjić und Goran Vlaović, die Polen Emmanuel Olisadebe und Józef Wandzik, der Däne René Henriksen, der Schwede Marcus Berg, Hélder Postiga und Paulo Sousa aus Portugal, Champions-League-Gewinner Luis García und Victor aus Spanien sowie Michael Essien aus Ghana.
Aus dem deutschsprachigen Raum spielten bisher die Deutschen Markus Münch, Karlheinz Pflipsen, Philipp Max, Marco Villa, Walter Wagner und Jens Wemmer sowie der Österreicher Andreas Ivanschitz für Panathinaikos.

## Trainer

### Aktueller Trainerstab
| Funktion | Name        | Nationalität |
| -------- | ----------- | ------------ |
| Trainer  | Rui Vitória | Portugal     |

### Historische Trainerliste
| Name                   | Nationalität                                   | von                | bis                |
| ---------------------- | ---------------------------------------------- | ------------------ | ------------------ |
| John Cyril Campbell    | England                                        | 1908               | 1914               |
| Giorgos Kalafatis      | Königreich Griechenland                        | 1918               | 1924               |
| Apostolos Nikolaidis   | Zweite Hellenische Republik                    | 1924               | 1928               |
| Miklos Forner          | Ungarn 1918                                    | 1928               | 1929               |
| József Künsztler       | Ungarn 1918                                    | 1929               | 1939               |
| Antonis Migiakis       | Königreich Griechenland                        | 1945               | 1948               |
| Joseph Strand          | Osterreich                                     | 1948               | 1949               |
| Antonis Migiakis       | Königreich Griechenland                        | 1949               | 1950               |
| Harry Game             | England                                        | 1950               | 1953               |
| Svetislav Glišović     | Jugoslawien                                    | 1953               | 1958               |
| Antonis Migiakis       | England                                        | 1959               | 1960               |
| Harry Game             | England                                        | 1960               | 1963               |
| Stjepan Bobek          | Jugoslawien                                    | 1963               | 1967               |
| Béla Guttmann          | Ungarn 1957                                    | 1967               | 1968               |
| Lakis Petropoulos      | Königreich Griechenland                        | 1968               | 1970               |
| Ferenc Puskás          | Ungarn 1957                                    | 1970               | 1974               |
| Stjepan Bobek          | Jugoslawien                                    | 1975               | 1975               |
| Aymoré Moreira         | Brasilien 1968                                 | 1976               | 1976               |
| Kazimierz Górski       | Polen 1944                                     | 1976               | 1978               |
| Lakis Petropoulos      | Griechenland                                   | Juni 1979          | November 1979      |
| Gavrilos Gazis         | Griechenland                                   | November 1979      | Dezember 1979      |
| Bruno Pesaola          | /                                              | Dezember 1979      | Juni 1980          |
| Ronnie Allen           | England                                        | Juni 1980          | September 1980     |
| Andreas Papaemanouil   | Griechenland                                   | September 1980     | Oktober 1980       |
| Helmut Senekowitsch    | Osterreich                                     | Oktober 1980       | Juni 1981          |
| Lakis Petropoulos      | Griechenland                                   | Juni 1981          | Juni 1982          |
| Ștefan Kovács          | Rumänien 1965                                  | Juni 1982          | März 1983          |
| Andreas Papaemanouil   | Griechenland                                   | März 1983          | April 1983         |
| Konstantinos Tsakos    | Griechenland                                   | April 1983         | Juni 1983          |
| Jacek Gmoch            | Polen 1980                                     | Juni 1983          | Juni 1985          |
| Petr Packert           | Tschechoslowakei                               | Juni 1985          | Juni 1986          |
| Tomislav Ivić          | Jugoslawien Sozialistische Föderative Republik | Juni 1986          | September 1986     |
| Vasilios Daniil        | Griechenland                                   | September 1986     | Januar 1988        |
| Ioannis Kalogeras      | Griechenland                                   | Januar 1988        | Januar 1988        |
| Gunder Bengtsson       | Schweden                                       | Januar 1988        | November 1989      |
| Christo Bonew          | Bulgarien 1971                                 | November 1989      | September 1990     |
| Vasilios Daniil        | Griechenland                                   | September 1990     | Juni 1992          |
| Ivica Osim             | Bosnien und Herzegowina 1992                   | Juni 1992          | März 1994          |
| Juan Ramón Rocha       | Argentinien                                    | März 1994          | Oktober 1996       |
| Maik Galakos           | Griechenland                                   | Oktober 1996       | Oktober 1996       |
| Velimir Zajec          | Kroatien                                       | Oktober 1996       | Juni 1997          |
| Nikolaos Karoulias     | Griechenland                                   | Juni 1997          | Juni 1997          |
| Vasilios Daniil        | Griechenland                                   | Juni 1997          | März 1999          |
| Juan Ramón Rocha       | Argentinien                                    | März 1999          | Juni 1999          |
| Ioannis Kirastas       | Griechenland                                   | Juni 1999          | Juni 2000          |
| Angelos Anastasiadis   | Griechenland                                   | Juni 2000          | Februar 2001       |
| Efstratios Apostolakis | Griechenland                                   | Februar 2001       | Juni 2001          |
| Ioannis Kirastas       | Griechenland                                   | Juni 2001          | Dezember 2001      |
| Sergio Markarian       | Uruguay                                        | Dezember 2001      | Juni 2002          |
| Fernando Santos        | Portugal                                       | 15. Juni 2002      | 16. Oktober 2002   |
| Sergio Markarian       | Uruguay                                        | 17. Oktober 2002   | 27. Mai 2003       |
| Itzhak Shum            | Israel                                         | 3. Juni 2003       | 4. Oktober 2004    |
| Zdeněk Ščasný          | Tschechien                                     | 5. Oktober 2004    | 4. Februar 2005    |
| Panagiotis Filakouris  | Griechenland                                   | 5. Februar 2005    | 14. Februar 2005   |
| Alberto Malesani       | Italien                                        | 15. Februar 2005   | 15. Mai 2006       |
| Hans Backe             | Schweden                                       | 15. Mai 2006       | 16. September 2006 |
| Jasminko Velić         | Bosnien und Herzegowina                        | 17. September 2006 | 8. Oktober 2006    |
| Víctor Muñoz           | Spanien                                        | 9. Oktober 2006    | 25. Mai 2007       |
| José Peseiro           | Portugal                                       | 5. Juni 2007       | 14. Mai 2008       |
| Henk ten Cate          | Niederlande                                    | 13. Juni 2008      | 8. Dezember 2009   |
| Nikolaos Nioplias      | Griechenland                                   | 8. Dezember 2009   | 15. November 2010  |
| Jacek Gmoch            | Polen                                          | 15. November 2010  | 20. November 2010  |
| Jesualdo Ferreira      | Portugal                                       | 20. November 2010  | 14. November 2012  |
| Juan Ramón Rocha       | Argentinien                                    | 14. November 2012  | 7. Januar 2013     |
| Fabri González         | Spanien                                        | 8. Januar 2013     | 31. März 2013      |
| Ioannis Vonortas       | Griechenland                                   | 31. März 2013      | 13. Mai 2013       |
| Ioannis Anastasiou     | Griechenland                                   | 13. Mai 2013       | 2. November 2015   |
| Andrea Stramaccioni    | Italien                                        | 9. November 2015   | 1. Dezember 2016   |
| Marinos Ouzounidis     | Griechenland                                   | 1. Dezember 2016   | Mai 2018           |
| Georgios Donis         | Griechenland                                   | 3. Juli 2018       | 19. Juli 2020      |
| Dani Poyatos           | Spanien                                        | 20. Juli 2020      | 12. Oktober 2020   |
| László Bölöni          | Rumänien                                       | 13. Oktober 2020   | 11. Mai 2021       |
| Ivan Jovanović         | Serbien                                        | 14. Juni 2021      | 26. Dezember 2023  |
| Fatih Terim            | Turkei                                         | 26. Dezember 2023  | 16. Mai 2024       |
| Christos Kontis        | Griechenland                                   | 16. Mai 2024       | 31. Mai 2024       |
| Diego Alonso           | Uruguay                                        | 10. Juni 2024      | 29. Oktober 2024   |
| Rui Vitória            | Portugal                                       | 31. Oktober 2024   |                    |
Quelle: www.gazzette.gr

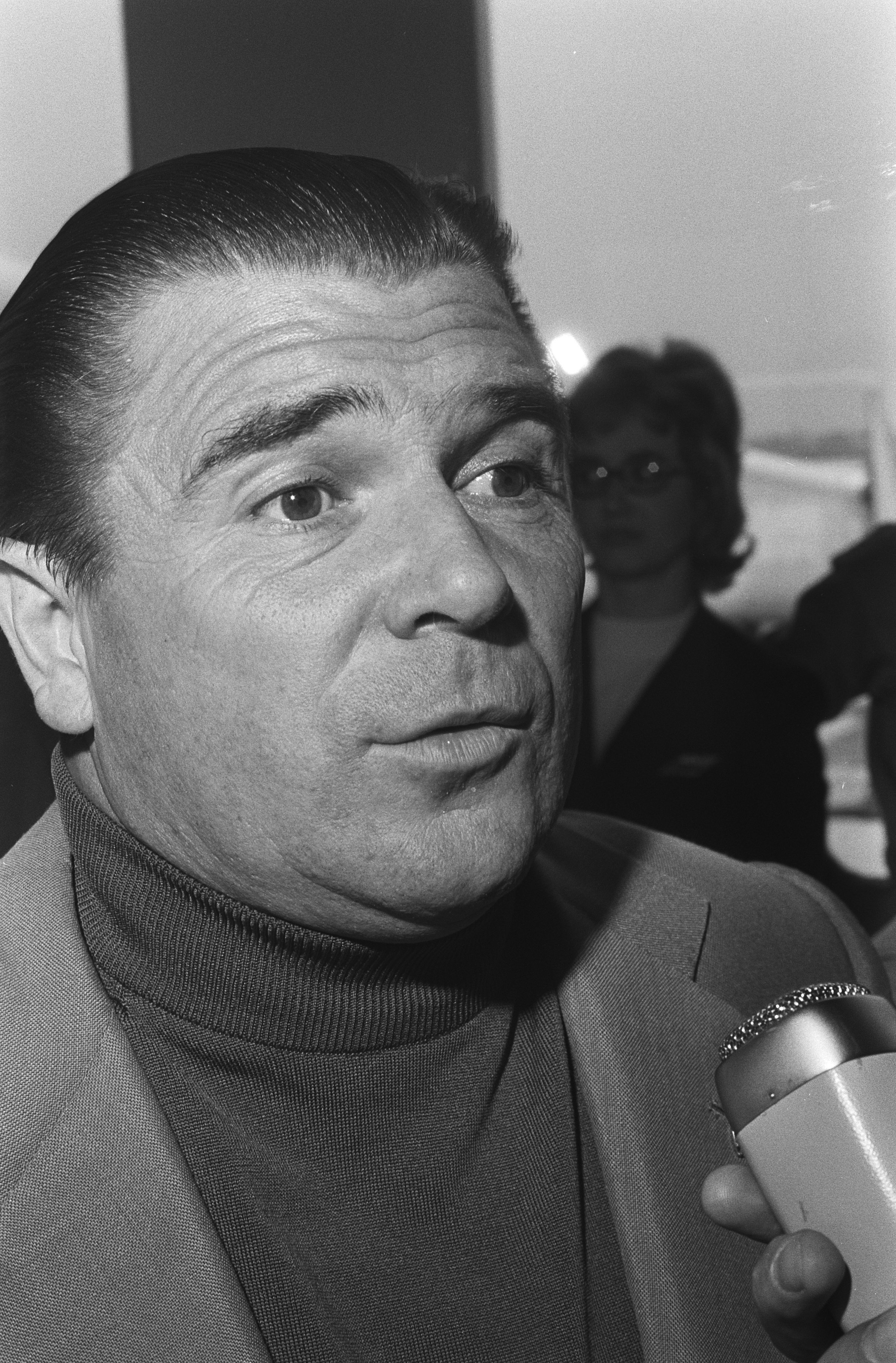
Ferenc Puskás
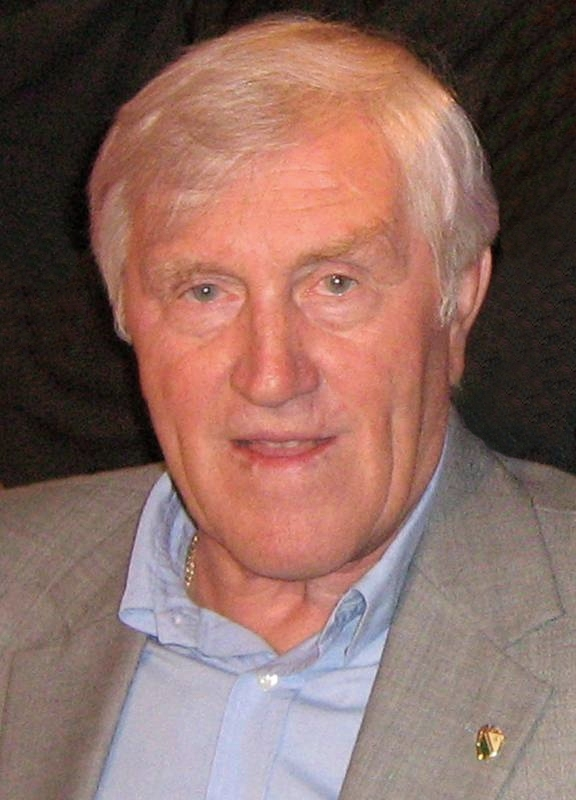
Jacek Gmoch
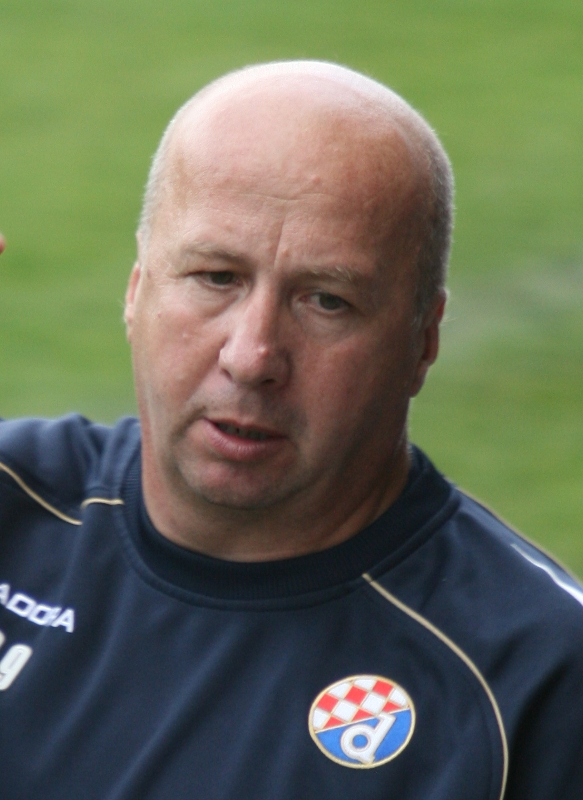
Velimir Zajec
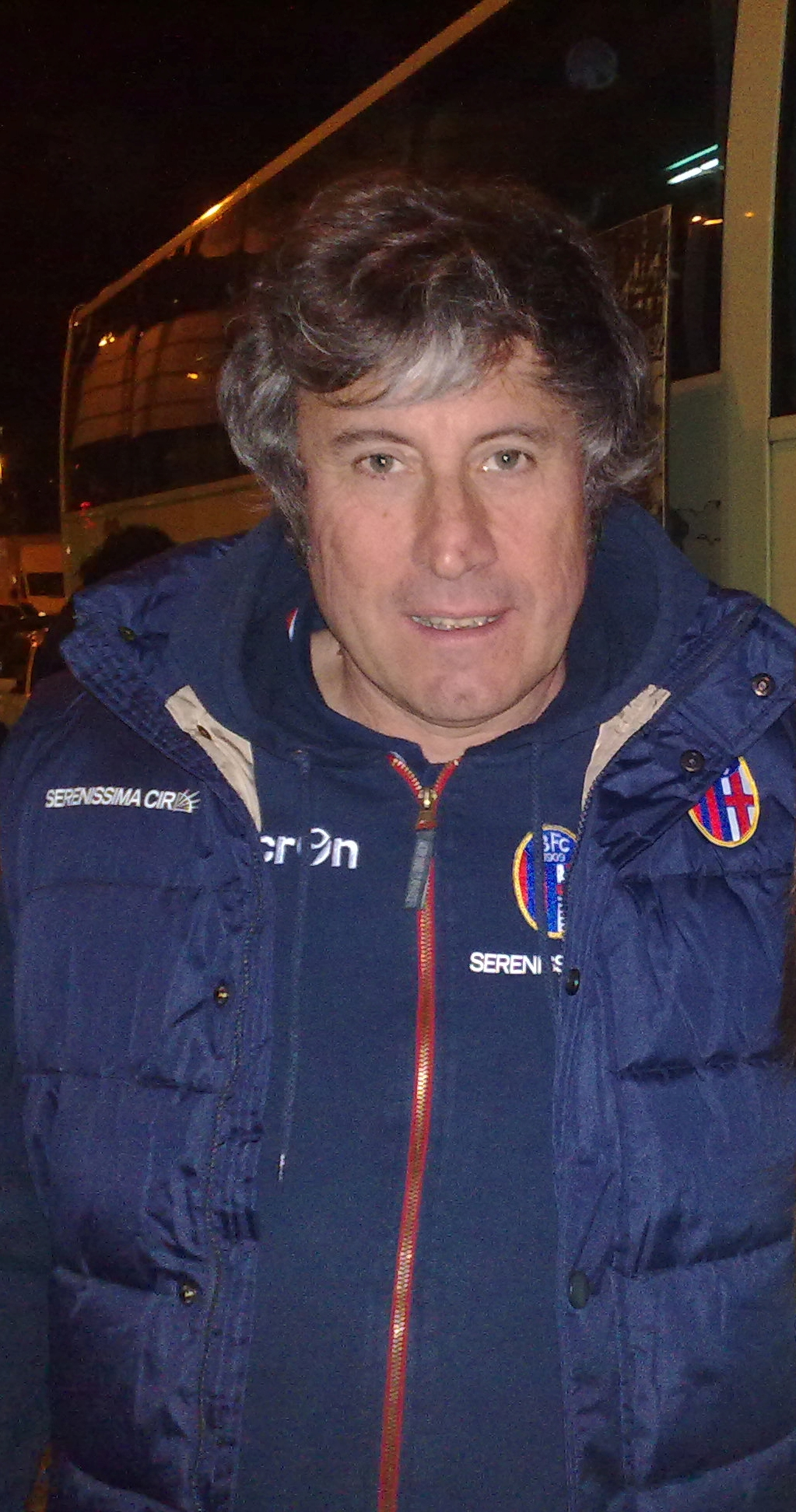
Alberto Malesani
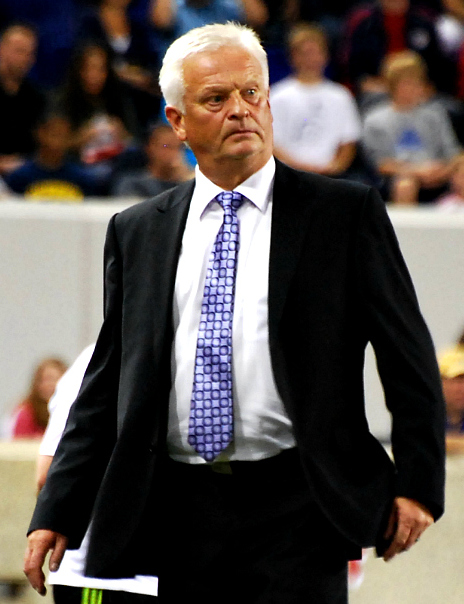
Hans Backe
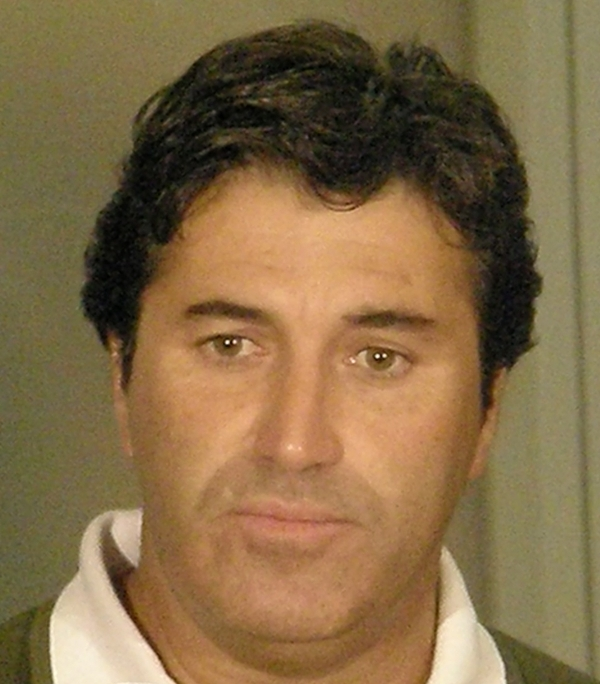
José Peseiro
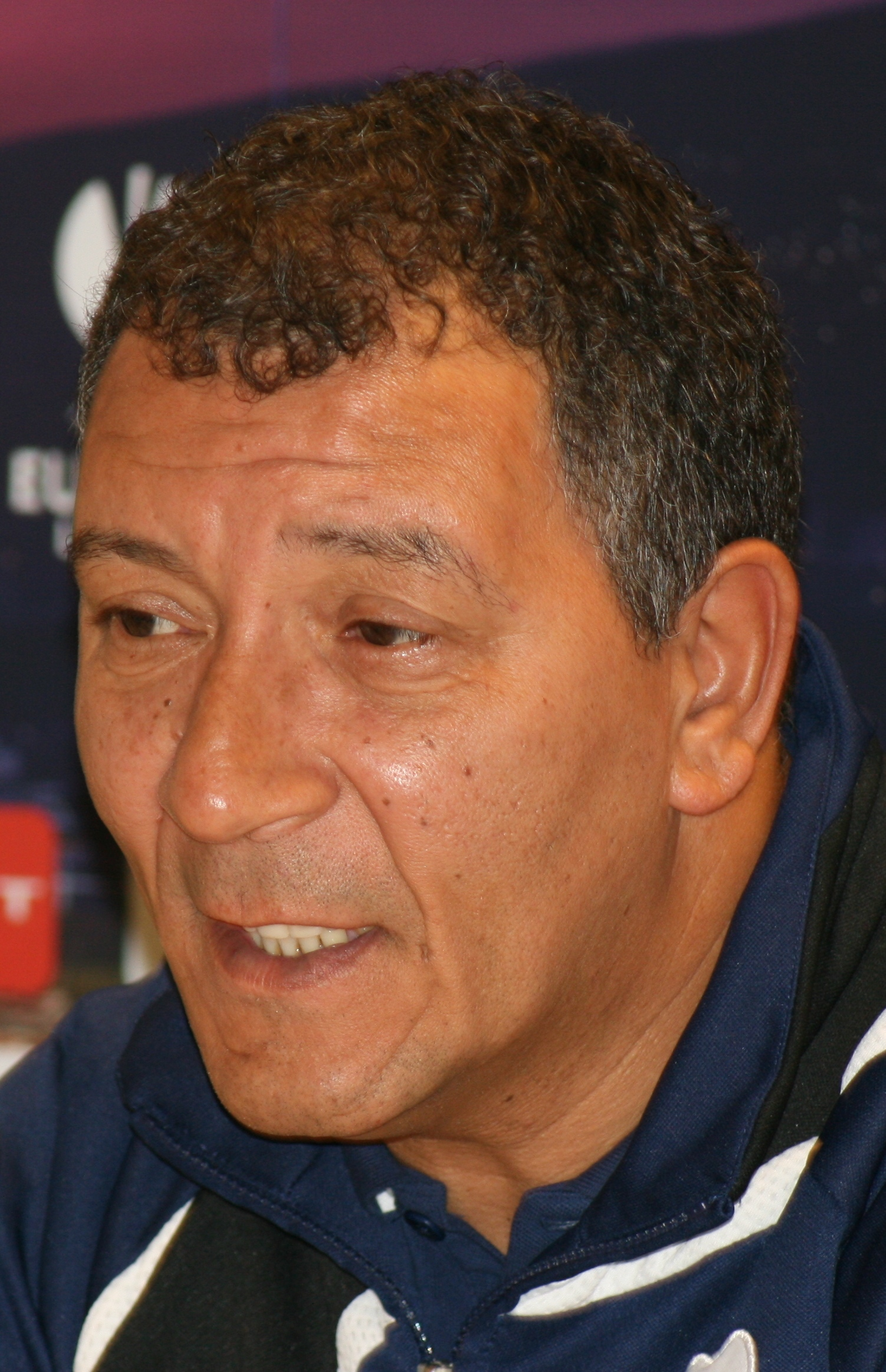
Henk ten Cate
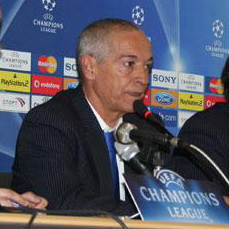
Jesualdo Ferreira
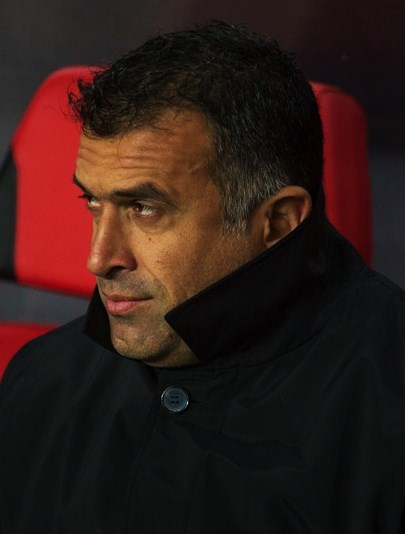
Ioannis Anastasiou
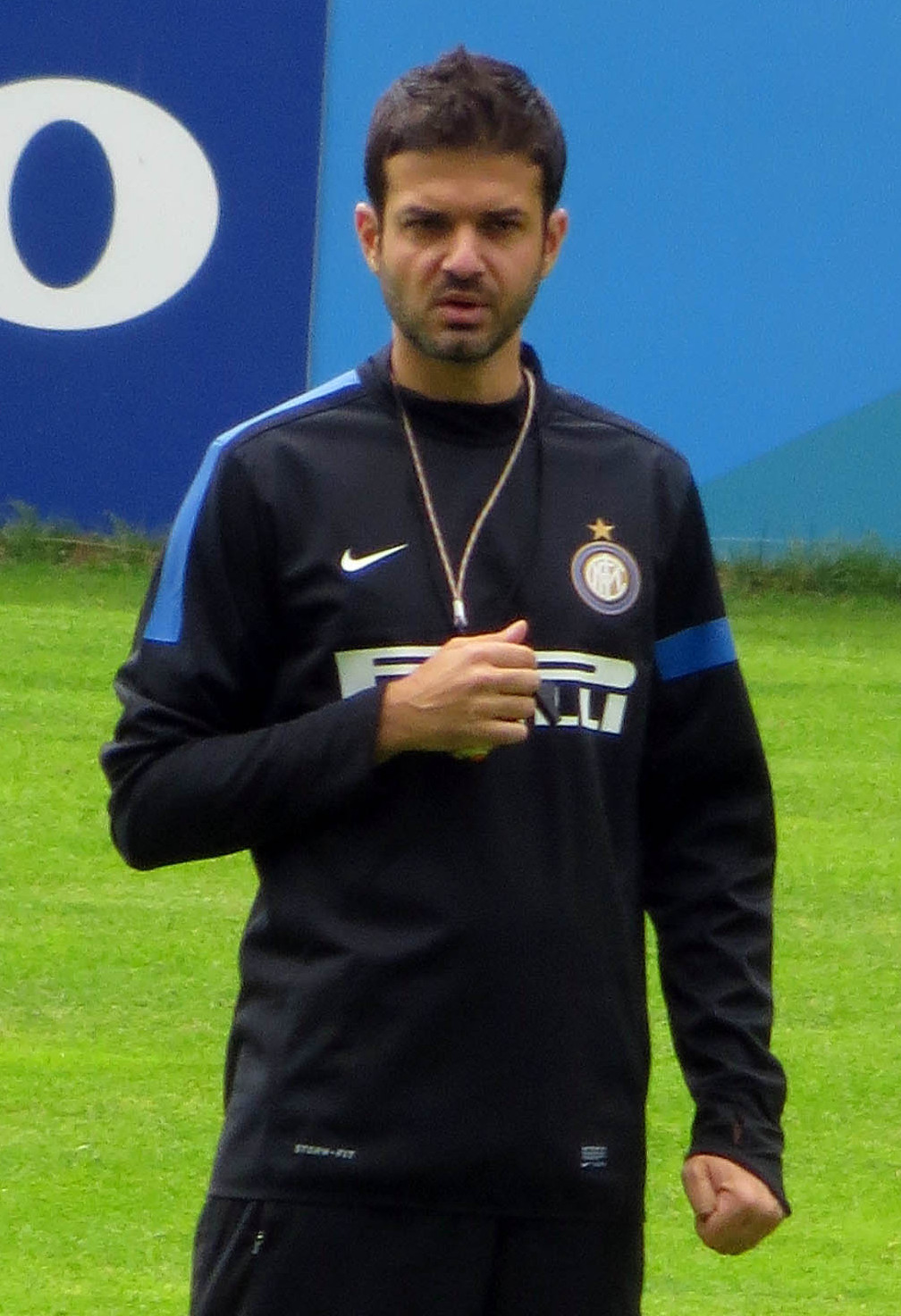
Andrea Stramaccioni
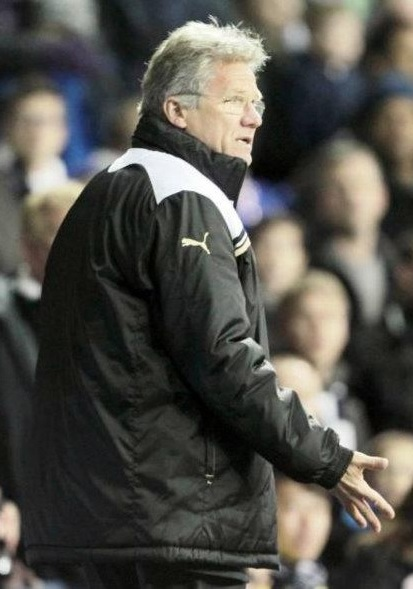
László Bölöni
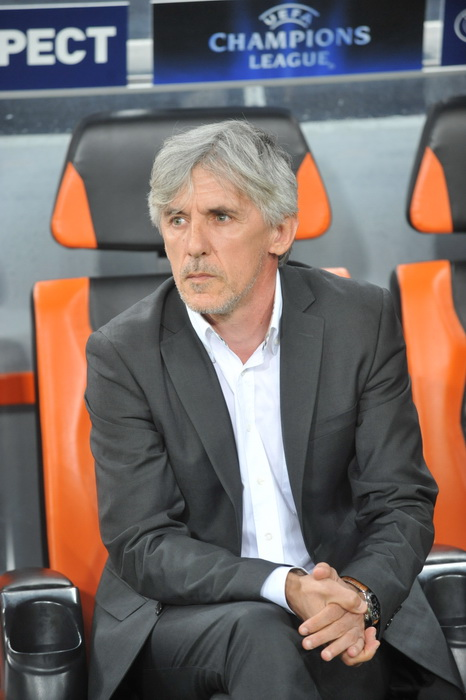
Ivan Jovanović
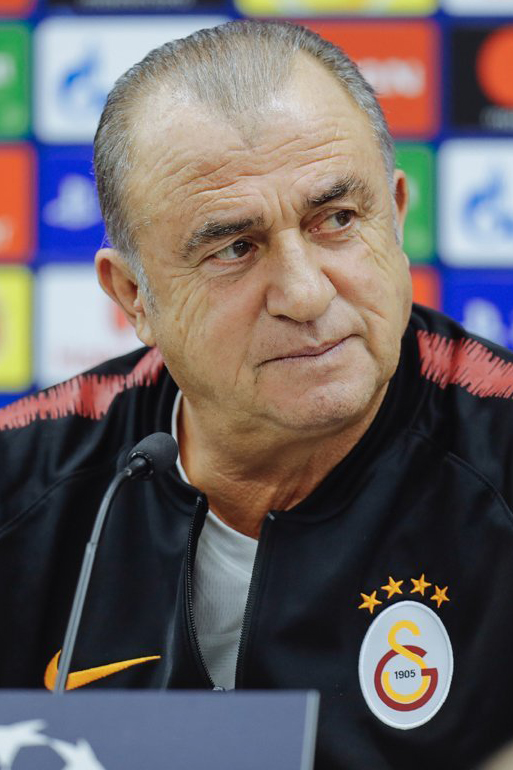
Fatih Terim
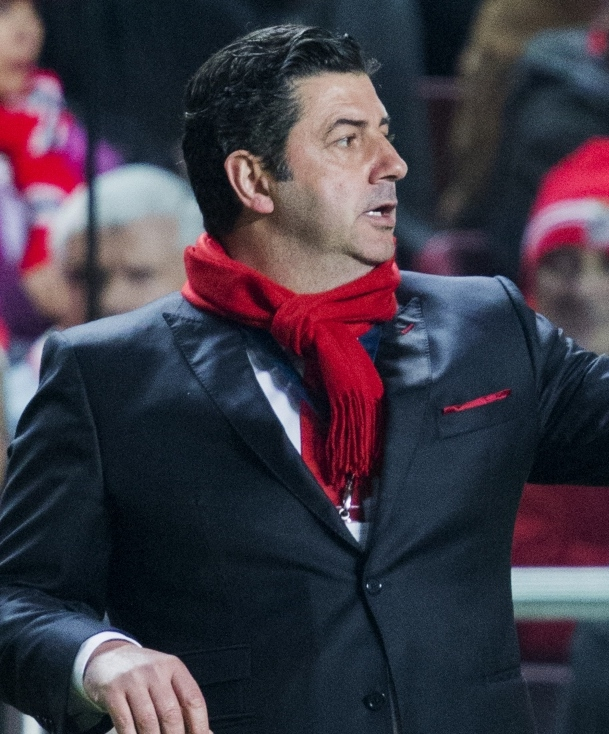
Rui Vitória

## Präsidenten
Es folgt eine Auflistung sämtlicher Präsidenten seit Gründung des Vereins. Die längste Amtszeit kann Georgios Vardinogiannis der zwischen Juni 1979 und Mai 2000 für 21 Jahre Präsident der Fußballabteilung von Panathinaikos war.
Seit dem 25. September steht der Medienunternehmer Ioannis Alafouzos dem Verein vor.
| Präsident                | von                | bis                |
| ------------------------ | ------------------ | ------------------ |
| Alexandros Kalafatis     | 1908               | 1908               |
| Marinos Marinakis        | 1908               | 1909               |
| Euthymios Chrysis        | 1910               | 1910               |
| Georgios Vratsanos       | 1911               | 1911               |
| Ioannis Masvoulas        | 1912               | 1912               |
| Georgios Gennimatas      | 1913               | 1913               |
| Georgios Tsochas         | 1914               | 1918               |
| Christos Merisimitzakis  | 1919               | 1919               |
| Nikolaos Kyriakidis      | 1920               | 1920               |
| Georgios Chatzopoulos    | 1921               | 1921               |
| Panos Savvidis           | 1922               | 1923               |
| Pantelis Karasevdas      | 1924               | 1926               |
| Dimitrios Damaskinos     | 1927               | 1927               |
| Pantelis Karasevdas      | 1928               | 1930               |
| Nikolaos Ksiros          | 1931               | 1933               |
| Georgios Giannoulatos    | 1934               | 1934               |
| Georgios Tsochas         | 1935               | 1936               |
| Konstantinos Kotzias     | 1937               | 1939               |
| Georgios Kozonis         | 1940               | 1940               |
| Evangelos Stamatis       | 1941               | 1944               |
| Konstantinos Kotzias     | 1945               | 1951               |
| Ioannis Moatsos          | 1952               | 1961               |
| Loukas Panourgias        | 1962               | 1966               |
| Matthaios Koumarianos    | 1967               | 1968               |
| Georgios Asimakopoulos   | 1969               | 1969               |
| Georgios Merikas         | 1970               | 1970               |
| Dimitrios Chamosfakitis  | 1971               | 1971               |
| Michail Kitsios          | 1971               | 1972               |
| Spyridon Anestis         | 1973               | 1973               |
| Ioannis OIkonomopoulos   | 1974               | 1974               |
| Apostolos Nikolaidis     | 1974               | 1979               |
| Jack Nikolaidis          | 1979               | 1979               |
| Georgios Vardinogiannis  | Juni 1979          | Mai 2000           |
| Angelos Filippidis       | Mai 2000           | Mai 2003           |
| Stilianos Spanoudakis    | Mai 2003           | Juni 2003          |
| Argiris Mitsou           | Juni 2003          | Mai 2008           |
| Nikolaos Pateras         | 26. Mai 2008       | 21. Mai 2010       |
| Dimitrios Gontikas       | 21. Mai 2010       | 13. Juli 2010      |
| Nikolaos Konstantopoulos | 13. Juli 2010      | 8. September 2010  |
| Nikolaos Pateras         | 8. September 2010  | 20. Dezember 2010  |
| Ioannis Vekris           | 20. Dezember 2010  | Januar 2011        |
| Dimitris Gontikas        | Januar 2011        | 25. September 2012 |
| Ioannis Alafouzos        | 25. September 2012 | 29. September 2017 |
| Vasilios Konstantinou    | 29. September 2017 | 25. Februar 2019   |
| Manos Mavrokoukoulakis   | 25. Februar 2019   | 11. Juli 2022      |
| Ioannis Alafouzos        | 11. Juli 2022      |                    |

## Fans

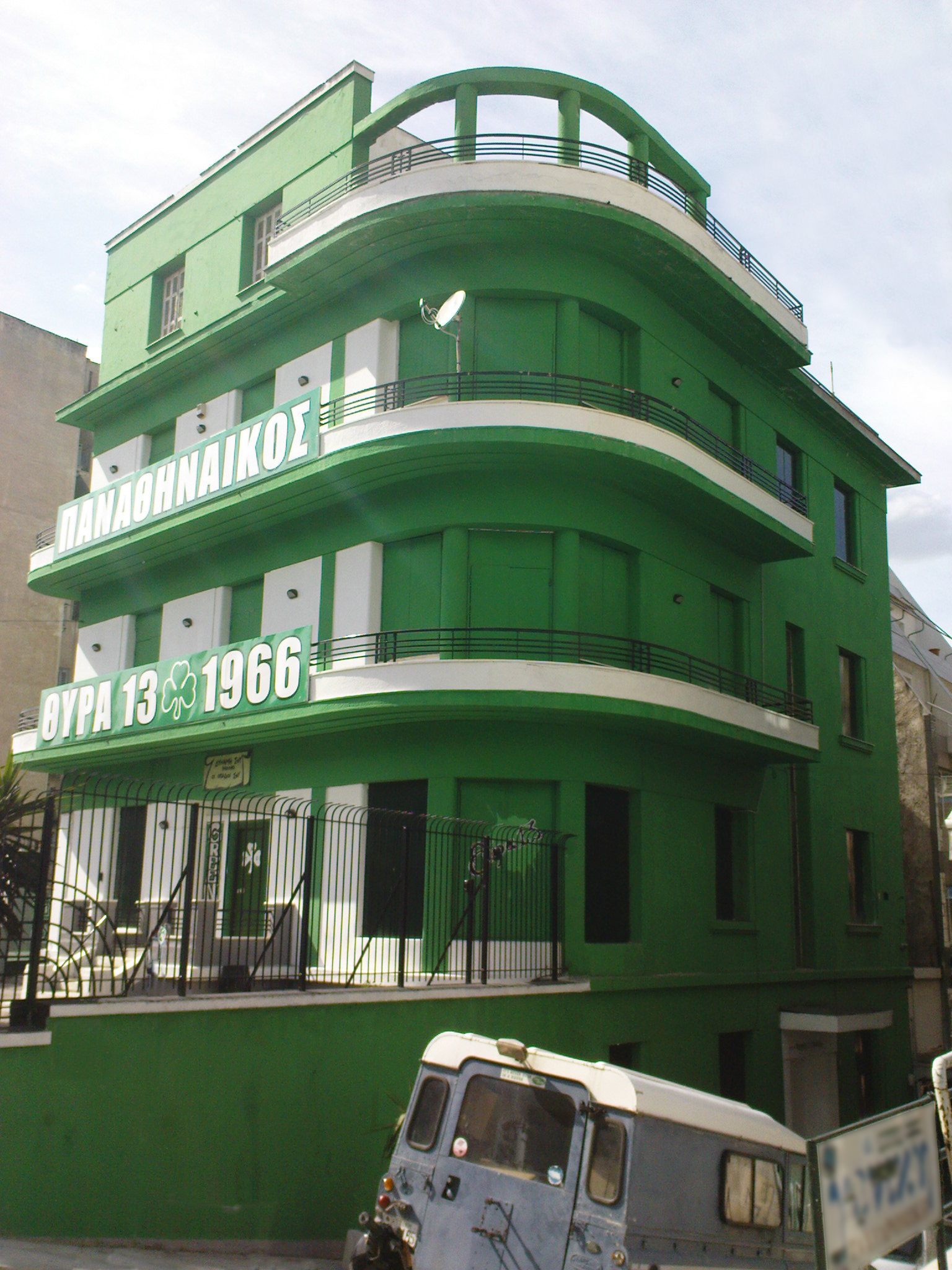
Vereinsheim eines Fanclubs in Gyzi, Athen

Als erster Verein Griechenlands verfügte Panathinaikos über eine organisierte Fangemeinde. Bereits 1966 wurde von einer Gruppe jugendlicher Panathinaikos-Fans die sogenannte Gate 13 gegründet. Diese hatte zum Ziel, leichter an Eintrittskarten für Spiele zu kommen, sowie die gegnerischen Anhänger daran zu hindern, die eigene Fan-Szene zu unterwandern. Der Name entstand durch die Nummer des Eingangs, den die Zuschauer nutzten, um in den gleichnamigen Block auf der Westtribüne des heimischen Apostolos-Nikolaidis-Stadion zu gelangen.
Gate 13 war bestens organisiert und entwickelte sich in den folgenden Jahren, nicht zuletzt dank der Europapokalerfolge der Fußballmannschaft, immer weiter. Neben der Gate 13 existierten auch weitere Fanclubs, die hauptsächlich die Bezeichnung ihres jeweiligen Stadtteils für ihre Namensgebung nutzten.
Einen markanten Punkt in der Geschichte von PAOs Fanszene stellten die 80er Jahre dar. Da es in den Vorjahren in Griechenland immer wieder zu Ausschreitungen bei Fußballspielen kam, entschloss sich der damalige Vereinspräsident Georgios Vardinogiannis die verschiedenen Gruppierungen der Gate 13 aufzulösen und zu verbieten und an Stelle dieser die sogenannte PA.LE.FI.P zu gründen. Diese war fortan die einzige vom Verein offiziell anerkannte Fangruppierung. Ein Teil der Szene widersetzte sich dieser Politik und agierte ab 1986 erneut unter dem Namen Gate 13. Zu dieser Zeit wurde der „Green Club“ gegründet, der jedoch kurz darauf in „Green Cockneys Club“ umbenannt wurde. 1988 wurden die „Mad Boys“ und 1991 der „Zografou“ Fanclub gegründet. 1993 schlossen sich diese dann unter dem Namen „Athens Fans“ zusammen, bevor sich 1995 die Mad Boys wieder abspalteten. 1997 versuchte die Vereinsführung letztmals, sämtliche Fangruppen bis auf die PA.LE.FI.P zu zerschlagen, doch auch diesmal sollte dieser Versuch erfolglos bleiben. Somit besteht die Gate 13 bis heute und beherrscht durch ihr Auftreten und ihre Choreographien das Bild in Panathinaikos Fanszene.
Zurzeit existieren in Athen rund 40 Panathinaikos Fanclubs deren Mitgliederzahlen zwischen 60 und 700 schwanken. Insgesamt 7.000 Mitglieder zählt man allein in der Stadt Athen. Im übrigen Griechenland gibt es weitere 50 Fanclubs. Die meisten dieser Clubs verfügen dabei über eigene Räumlichkeiten, die über Mitgliedsbeiträge sowie den Verkauf von Merchandise-Artikel unterhalten werden. Die Mitglieder kommen dabei überwiegend aus dem Stadtteil, in dem sich der Fanclub befindet.

### Fan-Freundschaften

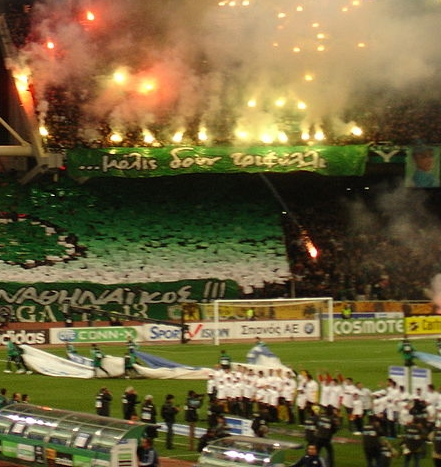
Fan-Choreo

Seit dem Champions-League-Spiel bei Sturm Graz in der Saison 2000/01 verbindet die Anhänger von Panathinaikos Athen eine enge Freundschaft zu den Mitgliedern der Ultras Rapid von SK Rapid Wien. Diese intensive Freundschaft wird mittlerweile beiderseits als „Bruderschaft“ bezeichnet. Mitglieder der Ultras Rapid und der Gate 13 besuchen die Spiele des jeweils anderen Vereins und sind auch oft bei Auswärtsfahrten anzutreffen.
Neben der engen Freundschaft zu den Ultras Rapid gibt es sehr gute Kontakte zu den Gruppen Orgullo Vikingo (Real Madrid), Bothwell Emerald CSC (Celtic Glasgow), Shamrock Rovers Ultras (Shamrock Rovers), Barabajare (Hammarby IF), BOYS Zürich (FC Zürich), Torcida Verde (Sporting Lissabon) und CUCS ASROMA (AS Rom). Mit griechischen Vereinen gibt es keine Fan-Freundschaften.

### Fan-Rivalitäten
Der größte Gegner und Erzrivale von Panathinaikos-Fans ist der ungeliebte Lokalnachbar Olympiakos Piräus. Diese Abneigung lässt sich vor allem durch deren Ursprung erklären. Beide Vereine verbinden neben ihrer Herkunft, dem Attischen Becken, auch die Vielzahl an Sportabteilungen, bei denen die jeweiligen Fans der beiden Vereine regelmäßig aufeinander treffen. Derbys zwischen diesen beiden Vereinen wecken seit Jahrzehnten große Emotionen und nicht selten kommt es auch zu Ausschreitungen zwischen den beiden Fan-Lagern.
Ein weiterer großer Rivale ist der zweitgrößte Athener Verein AEK. Auch hier sind die Gründe vor allem in der geographischen Nähe sowie der Größe der zwei Vereine zu finden.
Außerhalb Athens werden lediglich die Mannschaften PAOK und Aris aus Thessaloniki als echte Rivalen angesehen.

## Wappen

Jubiläumsemblem

Das Vereinswappen zeigt das für Panathinaikos typische, dreiblättrige Kleeblatt auf weißem Grund, das von allen Sportabteilungen des Vereins seit 1918 benutzt wird.
Anlässlich des bevorstehenden 100-jährigen Jubiläums schrieb der Verein Anfang des Jahres 2007 einen offenen Wettbewerb aus mit der Vorgabe, ein Jubiläumsemblem zu kreieren. Der siegreiche Entwurf wurde am 7. Dezember 2007 vorgestellt. Er zeigt ein aus mehreren Herzen bestehendes Kleeblatt, das an die Zahl 100 erinnert. Es stammt von Nikolaos Karokis und wird seither auf den Trikots zusammen mit dem traditionellen Wappen abgebildet.

## Hymne
Panathinaikos Hymne stammt von Georgios Mouzakis (* 15. August 1922; † 27. August 2005) aus dem Jahr 1958. Den Text dazu verfasste Georgios Ikonomidis.
| Griechisch Σύλλογος μεγάλος δεν υπάρχει άλλος δεν υπάρχει άλλος πιο δυναμικός. Kαι χιλιάδες φίλοι μόλις δουν τριφύλλι ζήτω λένε ο Παναθηναϊκός. Παναθηναϊκέ, Παναθηναϊκέ, Παναθηναϊκέ μεγάλε και τρανέ. Παναθηναϊκέ, Παναθηναϊκέ, πρωταθλητή σ'όλα τα σπορ παντοτινέ. Σ'έχουνε δοξάσει οι γνωστοί σου άσσοι που λεβέντες είναι όλοι με καρδιά. Χαίρεται η Ελλάδα που έχει τέτοια ομάδα που της νίκης έχει πάντα τα κλειδιά Παναθηναϊκέ, Παναθηναϊκέ, Παναθηναϊκέ μεγάλε και τρανέ. Παναθηναϊκέ, Παναθηναϊκέ, πρωταθλητή σ'όλα τα σπορ παντοτινέ. |  | Deutsch Eine Mannschaft so groß wie dich gibt es nicht, es gibt keine andere so dynamische. Und tausende von Anhänger, sobald sie das Kleeblatt sehen, jubeln „es lebe Panathinaikos“ Panathinaikos, Panathinaikos, Panathinaikos du großer und ruhmreicher. Panathinaikos, Panathinaikos, ewiger Meister aller Sportarten. Es haben dich deine bekannten Stars geehrt, die alle Helden sind mit großem Herzen. Es freut sich ganz Griechenland so einen Verein zu haben, der immer die Schlüssel zum Sieg besitzt. Panathinaikos, Panathinaikos, Panathinaikos du großer und ruhmreicher. Panathinaikos, Panathinaikos, ewiger Meister aller Sportarten. |

## Titel

Erstligapositionen von Panathinaikos am Saisonende

Insgesamt gewann die Fußballmannschaft von Panathinaikos Athen 51 Titel und gehört damit zu den erfolgreichsten Abteilungen des Vereins. Acht Mal konnte Panathinaikos das griechische Double erreichen. Zwischen 1924 und 1959 konnte der Verein zudem 17 Mal die Athener Stadtmeisterschaft gewinnen.

### Nationale Erfolge
- Griechischer Meister (20×): 1930, 1949, 1953, 1960, 1961, 1962, 1964, 1965, 1969, 1970, 1972, 1977, 1984, 1986, 1990, 1991, 1995, 1996, 2004, 2010
- Griechischer Pokalsieger (20×): 1940, 1948, 1955, 1967, 1969, 1977, 1982, 1984, 1986, 1988, 1989, 1991, 1993, 1994, 1995, 2004, 2010, 2014, 2022, 2024
- Supercup (3×):[31][32] 1988, 1993, 1994
- SEGAS-Meisterschaften (2×):[33]  1911, 1922
- Pokal Großgriechenlands („Supercup“ gegen zyprischen Meister) (1×)[34]: 1970
- Double Gewinner (8×): 1969, 1977, 1984, 1986, 1991, 1995, 2004, 2010
- Athener Stadtmeisterschaften (17×)[35]: 1925, 1926, 1927, 1929, 1930, 1931, 1934, 1937, 1939, 1949, 1952, 1953, 1954, 1955, 1956, 1957, 1959

### Internationale Erfolge
- Weltpokal
  - Finalist: 1971
- UEFA Champions League
  - Finalist: 1971
  - Halbfinalist: 1985, 1996
  - Viertelfinalist: 1992, 2002
- UEFA Europa League
  - Viertelfinalist: 1988, 2003
- Balkanpokal
  - Sieger: 1977

## Statistiken und Rekorde

### Absolvierte Spiele
Die folgende Auflistung gibt die Spieler mit den meisten Einsätzen in der höchsten griechischen Spielklasse wieder.
| Platz | Spieler                   | Einsätze | Zeitraum            |
| ----- | ------------------------- | -------- | ------------------- |
| 1     | Dimitrios Domazos         | 503      | 1959–1978 1980      |
| 2     | Krzysztof Warzycha        | 390      | 1989–2004           |
| 3     | Konstantinos Antoniou     | 324      | 1977–1981 1983–1994 |
| 4     | Anthimos Kapsis           | 318      | 1968–1985           |
| 5     | Konstantinos Eleftherakis | 307      | 1968–1980           |
| 6     | Aristidis Kamaras         | 304      | 1961–1973           |
| 7     | Panagiotis Ikonomopoulos  | 303      | 1964–1976           |
| 8     | Frangiskos Sourpis        | 302      | 1962–1973           |
| 9     | Konstantinos Mavridis     | 297      | 1982–1995           |
| 10    | Vasilios Konstantinou     | 289      | 1964–1982           |

### Erzielte Tore
Die folgende Auflistung gibt die Spieler mit den meisten Toren in der höchsten griechischen Spielklasse wieder. Mit seinen 244 Toren ist Warzycha ligaübergreifend der zweiterfolgreichste Stürmer der höchsten griechischen Spielklasse.
| Platz | Spieler                   | Tore[36] | Zeitraum            |
| ----- | ------------------------- | -------- | ------------------- |
| 1     | Krzysztof Warzycha        | 244      | 1989–2004           |
| 2     | Antonis Antoniadis        | 180      | 1968–1978 1981–1982 |
| 3     | Dimitrios Domazos         | 134      | 1959–1978 1980      |
| 4     | Dimitrios Saravakos       | 128      | 1984–1994 1997–1998 |
| 5     | Konstantinos Eleftherakis | 85       | 1968–1980           |
| 6     | Andreas Papaemmanouil     | 79       | 1958–1969           |
| 7     | Nikos Liberopoulos        | 72       | 1996–2003           |
| -     | Marcus Berg               | 72       | 2013–2017           |
| 9     | Georgios Georgiadis       | 60       | 1993–1998           |
| 10    | Takis Loukanidis          | 59       | 1961–1969           |

### Teuerste Transfers der Vereinsgeschichte

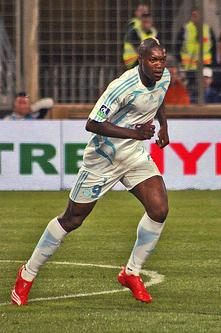
Teuerster Verkauf der Vereinsgeschichte: Djibril Cissé

Zugänge
| Platz | Spieler               | Ablösesumme ∗ | von                   | Saison  |
| ----- | --------------------- | ------------- | --------------------- | ------- |
| 1     | Michalis Konstantinou | 15,0 1        | Iraklis Thessaloniki  | 2001/02 |
| 2     | Djibril Cissé         | 08,0          | Olympique Marseille   | 2009/10 |
| 3     | Tetê                  | 07,25         | Galatasaray Istanbul  | 2024/25 |
| 4     | Marcelo Mattos        | 07,0 2        | Corinthians São Paulo | 2007/08 |
| 5     | Facundo Pellistri     | 06,0          | Manchester United     | 2024/25 |
Abgänge
| Platz | Spieler                  | Ablösesumme ∗ | zu                | Saison  |
| ----- | ------------------------ | ------------- | ----------------- | ------- |
| 1     | Georgios Vagiannidis     | 12,0          | Sporting Lissabon | 2025/26 |
| 2     | Djibril Cissé            | 5,8           | Lazio Rom         | 2011/12 |
| 3     | Nemanja Maksimović       | 5,0           | Shabab al-Ahli    | 2025/26 |
| 4     | Sotirios Alexandropoulos | 4,5           | Sporting Lissabon | 2022/23 |
| 5     | Marcus Berg              | 3,3           | al Ain Club       | 2017/18 |

### Torschützenkönige
Bisher konnte Panathinaikos 15 Mal den Torschützenkönig der höchsten griechischen Spielklasse stellen. Während Antonis Antoniadis mit fünf Auszeichnungen den griechischen Rekord hält, stellen die drei Erstplatzierungen von Krzysztof Warzycha die Bestmarke für einen nicht-griechischen Spieler dar.
| Spieler                | Saison                                  | Tore           |
| ---------------------- | --------------------------------------- | -------------- |
| Antonis Antoniadis     | 1969/70 1971/72 1972/73 1973/74 1974/75 | 25 39 22 26 20 |
| Georgios Charalampidis | 1981/82                                 | 21             |
| Dimitrios Saravakos    | 1990/91                                 | 23             |
| Krzysztof Warzycha     | 1993/94 1994/95 1997/98                 | 24 29 32       |
| Nikos Liberopoulos     | 2002/03                                 | 16             |
| Theofanis Gekas        | 2004/05                                 | 18             |
| Djibril Cissé          | 2009/10 2010/11                         | 23 20          |
| Marcus Berg            | 2016/17                                 | 22             |

### Sonstiges
- Beste Platzierung: 1. (17 Mal seit Einführung der A' Ethniki)
- Schlechteste Platzierung: 11. (Saison 2017/2018)
- Höchster Heimsieg: 9:1 gegen Edessaikos (6. Dezember 1992)[37]
- Höchster Auswärtssieg: 6:0 gegen Panionios (3. Juni 1973 und 15. Januar 1995) sowie Ethnikos Piräus (11. Mai 1969)
- Höchste Heimniederlage: 3:6 gegen Ethnikos Piräus (17. Mai 1987)
- Höchste Auswärtsniederlage: 0:6 gegen Iraklis Thessaloniki (30. Dezember 1979)

## Sponsoren und Ausrüster

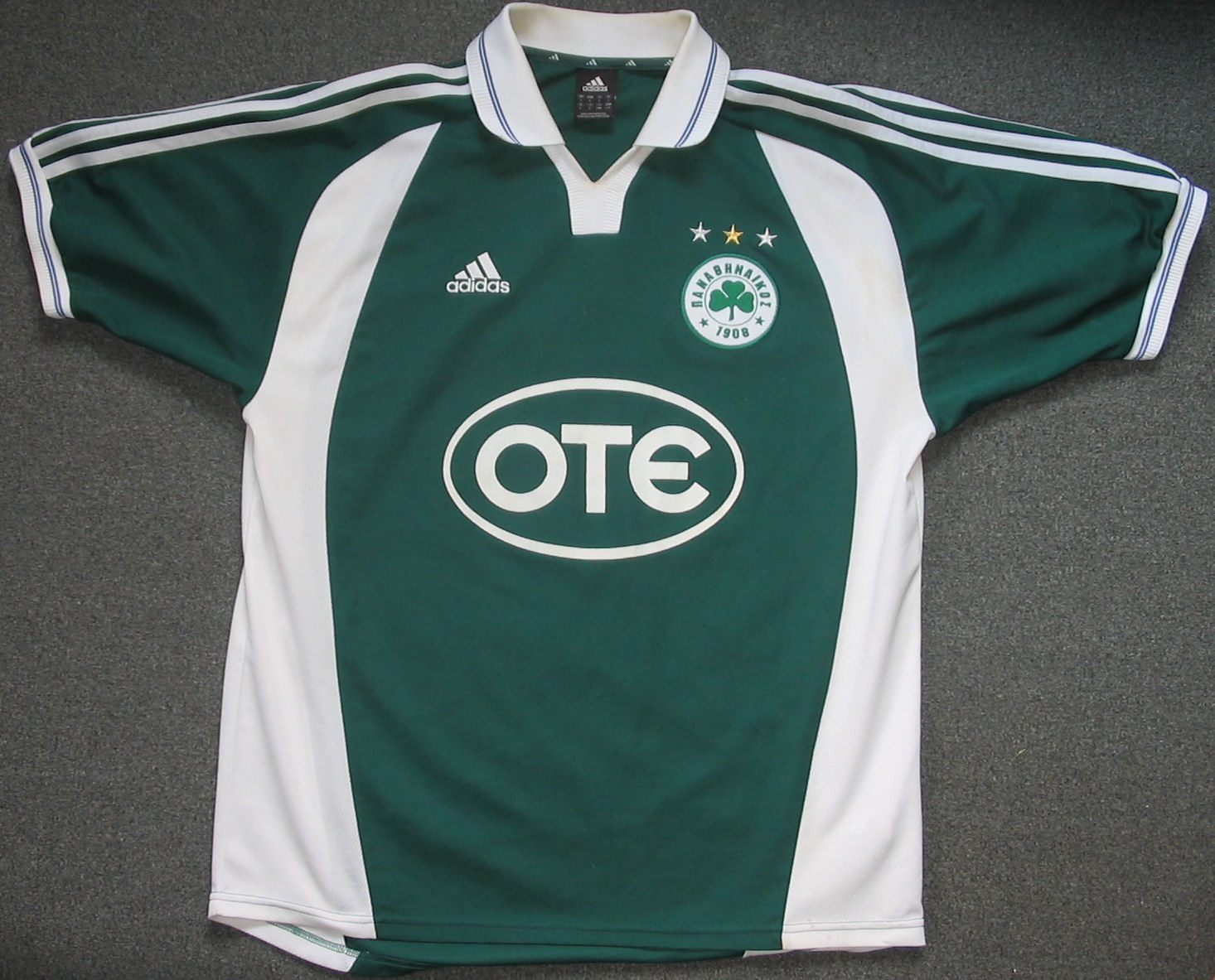
Trikot aus der Saison 2002/03

OPAP, Trikotsponsor zwischen 2011 und 2022

Erstmals trat Panathinaikos Athen in der Saison 1983/84 mit einem Trikotsponsor auf. Der französische Automobilkonzern Citroën wurde zum ersten und bislang einzigen ausländischen Unternehmen, der Hauptsponsor des Vereins wurde. Zwischen 1985 und 1999 übernahm für 14 Jahre das griechische Versicherungsunternehmen Interamerican die Nachfolge. Bis heute stellt dies für den Verein die längste Vertragslaufzeit mit einem Hauptsponsor dar.
Zwischen 1995 und 2015 rüstete über 20 Jahre der deutsche Sportartikel-Hersteller adidas die Athener aus.
Überblick über alle Ausrüster und Trikotsponsoren von Panathinaikos Athen:
| Zeitraum  | Ausrüster   | Trikotsponsor    |
| --------- | ----------- | ---------------- |
| 1979–1980 | Adidas      | —                |
| 1980      | Puma        | —                |
| 1980–1981 | ASICS Tiger | —                |
| 1981–1982 | Admiral     | —                |
| 1982–1983 | ASICS Tiger | —                |
| 1983–1985 | ASICS Tiger | Citroën          |
| 1986–1987 | ASICS Tiger | Interamerican    |
| 1988–1993 | ASICS       | Interamerican    |
| 1993–1995 | Kappa       | Interamerican    |
| 1995–1997 | Adidas      | Interamerican    |
| 1997–1999 | Adidas      | —                |
| 1999–2000 | Adidas      | Motor Oil Hellas |
| 2000–2001 | Adidas      | winbank          |
| 2001–2004 | Adidas      | OTE              |
| 2004–2011 | Adidas      | Cosmote          |
| 2011–2014 | Adidas      | OPAP             |
| 2014–2015 | Adidas      | Pame Stoixima    |
| 2015–2017 | Puma        | Pame Stoixima    |
| 2017–2019 | Nike        | Pame Stoixima    |
| 2019–2022 | Kappa       | Pame Stoixima    |
| 2022–2023 | Kappa       | Stoiximan        |
| 2023–     | Adidas      | Stoiximan        |

## Aktionärsstruktur
Zum 20. Juli 2020 befinden sich 86,69 % der Panathinaikos-Aktien im Besitz von Ioannis Alafouzos (51,87 % direkt; 34,82 über sein Unternehmen Sortivo International Ltd). 10 % befinden sich im Besitz der Panathinaiki Simmaxia, sowie 2,94 % beim Dachverein Panathinaikos AO. Die restlichen 0,36 % befinden sich im Streubesitz.
| Aktionär                   | Anzahl Aktien | Anteil in % |
| -------------------------- | ------------- | ----------- |
| Ioannis Alafouzos          | 62.998.120    | 51,87       |
| Sortivo International Ltd. | 42.285.255    | 34,82       |
| Panathinaiki Simmaxia      | 12.144.312    | 10,00       |
| Panathinaikos AO           | 03.574.427    | 2,94        |
| Sonstige                   | 0441.002      | 00,36       |
| Gesamt                     | 121.443.116   | 100         |

## Begegnungen mit Vereinen aus dem deutschsprachigen Raum

### Begegnungen mit Vereinen aus Deutschland
Seit Panathinaikos erstem internationalen Auftritt 1960 gab es bisher (Stand April 2015) acht griechisch-deutsche Duelle. Von den insgesamt 16 Begegnungen konnte PAO sechs für sich entscheiden, sieben gingen verloren und drei endeten unentschieden. Panathinaikos war zudem bis 2007 die einzige griechische Mannschaft im Profifußball, die einen Pflichtspielsieg auf deutschem Boden erringen konnte. Herausragend ist dabei die Serie von fünf Spielen in Folge, die man gegen deutsche Mannschaften ungeschlagen absolvierte, vier davon sogar siegreich.
| Saison  | Wettbewerb                    | Begegnung*                                                              | Resultat |
| ------- | ----------------------------- | ----------------------------------------------------------------------- | -------- |
| 1964/65 | Europapokal der Landesmeister | Panathinaikos – 1. FC Köln 1. FC Köln – Panathinaikos                   | 1:1 2:1  |
| 1967/68 | Europapokal der Pokalsieger   | FC Bayern München – Panathinaikos Panathinaikos – FC Bayern München     | 5:0 1:2  |
| 1993/94 | Europapokal der Pokalsieger   | Panathinaikos – Bayer 04 Leverkusen Bayer 04 Leverkusen – Panathinaikos | 1:4 1:2  |
| 2000/01 | UEFA Champions League         | Hamburger SV – Panathinaikos Panathinaikos – Hamburger SV               | 0:1 0:0  |
| 2001/02 | UEFA Champions League         | FC Schalke 04 – Panathinaikos Panathinaikos – FC Schalke 04             | 0:2 2:0  |
| 2003/04 | UEFA Champions League         | VfB Stuttgart – Panathinaikos Panathinaikos – VfB Stuttgart             | 2:0 1:3  |
| 2005/06 | UEFA Champions League         | Panathinaikos – Werder Bremen Werder Bremen – Panathinaikos             | 2:1 5:1  |
| 2008/09 | UEFA Champions League         | Panathinaikos – Werder Bremen Werder Bremen – Panathinaikos             | 2:2 0:3  |

### Begegnungen mit Vereinen aus der Schweiz
| Saison  | Wettbewerb | Begegnung*                                                            | Resultat |
| ------- | ---------- | --------------------------------------------------------------------- | -------- |
| 1974/75 | UEFA-Pokal | Grasshopper Zürich – Panathinaikos Panathinaikos – Grasshopper Zürich | 2:0 2:1  |

### Begegnungen mit Vereinen aus Österreich
| Saison  | Wettbewerb                  | Begegnung*                                                      | Resultat |
| ------- | --------------------------- | --------------------------------------------------------------- | -------- |
| 1982/83 | Europapokal der Pokalsieger | FK Austria Wien – Panathinaikos Panathinaikos – FK Austria Wien | 2:0 2:1  |
| 1999/00 | UEFA-Pokal                  | Grazer AK – Panathinaikos Panathinaikos – Grazer AK             | 2:1 1:0  |
| 2000/01 | UEFA Champions League       | SK Sturm Graz – Panathinaikos Panathinaikos – SK Sturm Graz     | 2:0 1:2  |
| 2009/10 | UEFA Europa League          | Panathinaikos – SK Sturm Graz SK Sturm Graz – Panathinaikos     | 1:0 0:1  |

### Begegnungen mit Vereinen aus Luxemburg
| Saison  | Wettbewerb                    | Begegnung*                                                  | Resultat |
| ------- | ----------------------------- | ----------------------------------------------------------- | -------- |
| 1970/71 | Europapokal der Landesmeister | Jeunesse Esch – Panathinaikos Panathinaikos – Jeunesse Esch | 1:2 5:0  |

### Begegnungen mit Vereinen aus der DDR
| Saison  | Wettbewerb                    | Begegnung*                                                              | Resultat |
| ------- | ----------------------------- | ----------------------------------------------------------------------- | -------- |
| 1969/70 | Europapokal der Landesmeister | FC Vorwärts Berlin – Panathinaikos Panathinaikos – Vorwärts Berlin      | 2:0 1:1  |
| 1975/76 | Europapokal der Pokalsieger   | Panathinaikos – Sachsenring Zwickau Sachsenring Zwickau – Panathinaikos | 0:0 2:0  |
* Aufgeführt werden nur Pflichtspiele

### Gesamtbilanz
| Gegner      | Spiele | Siege | Remis | Niederlagen | Tore  |
| ----------- | ------ | ----- | ----- | ----------- | ----- |
| Deutschland | 16     | 6     | 3     | 7           | 20:28 |
| Schweiz     | 2      | 1     | 0     | 1           | 2:3   |
| Österreich  | 8      | 4     | 0     | 4           | 7:9   |
| Luxemburg   | 2      | 2     | 0     | 0           | 7:1   |
| DDR         | 4      | 0     | 2     | 2           | 1:5   |
| Gesamt      | 32     | 13    | 5     | 14          | 37:46 |

## Damenabteilung
Panathinaikos gehörte zu den ersten Vereinen in Griechenland, die eine Abteilung für Damenfußball gründeten. Anfang 1980 ins Leben gerufen, gab man bis 1982 eine Reihe von Freundschaftsspielen gegen andere Damenmannschaften sowie gegen einige Herrenmannschaften. Trainer dieser Mannschaft waren Spilios Zacharopoulos und Panagiotis Ikonomopoulos, Torwart der Wembleymannschaft 1971. Ende 1982 wurde die Abteilung aufgelöst und die Spielerinnen gründeten den neuen Verein Doxa Piräus, welchen sie bis 1990 eigenständig führten. Mit Einführung der offiziellen griechischen Damenmeisterschaft seitens des griechischen Fußballverbands EPO (ΕΠΟ) gewann diese Mannschaft vier der ersten fünf ausgetragenen Meisterschaften.
Im Juni 2021 gab Panathinaikos bekannt den Spielbetrieb der Damenmannschaft wieder aufzunehmen. Panathinaikos nahm daraufhin für die Saison 2021/22 am Spielbetrieb der griechischen dritten Liga teil. Am 12. März 2022 sicherte sich die Mannschaft nach einem 8:0-Sieg über AO Melission zwei Spieltage vor Ablauf der Saison den vorzeitigen Aufstieg in die zweite Liga. In der Folgesaison sicherte sich Panathinaikos den ersten Platz in seiner Gruppe und stieg mit 15 Siegen in 16 Spielen in die erste Liga auf.
Die Heimspiele werden im Stadion Rouf im gleichnamigen Stadtviertel ausgetragen.

## Trivia

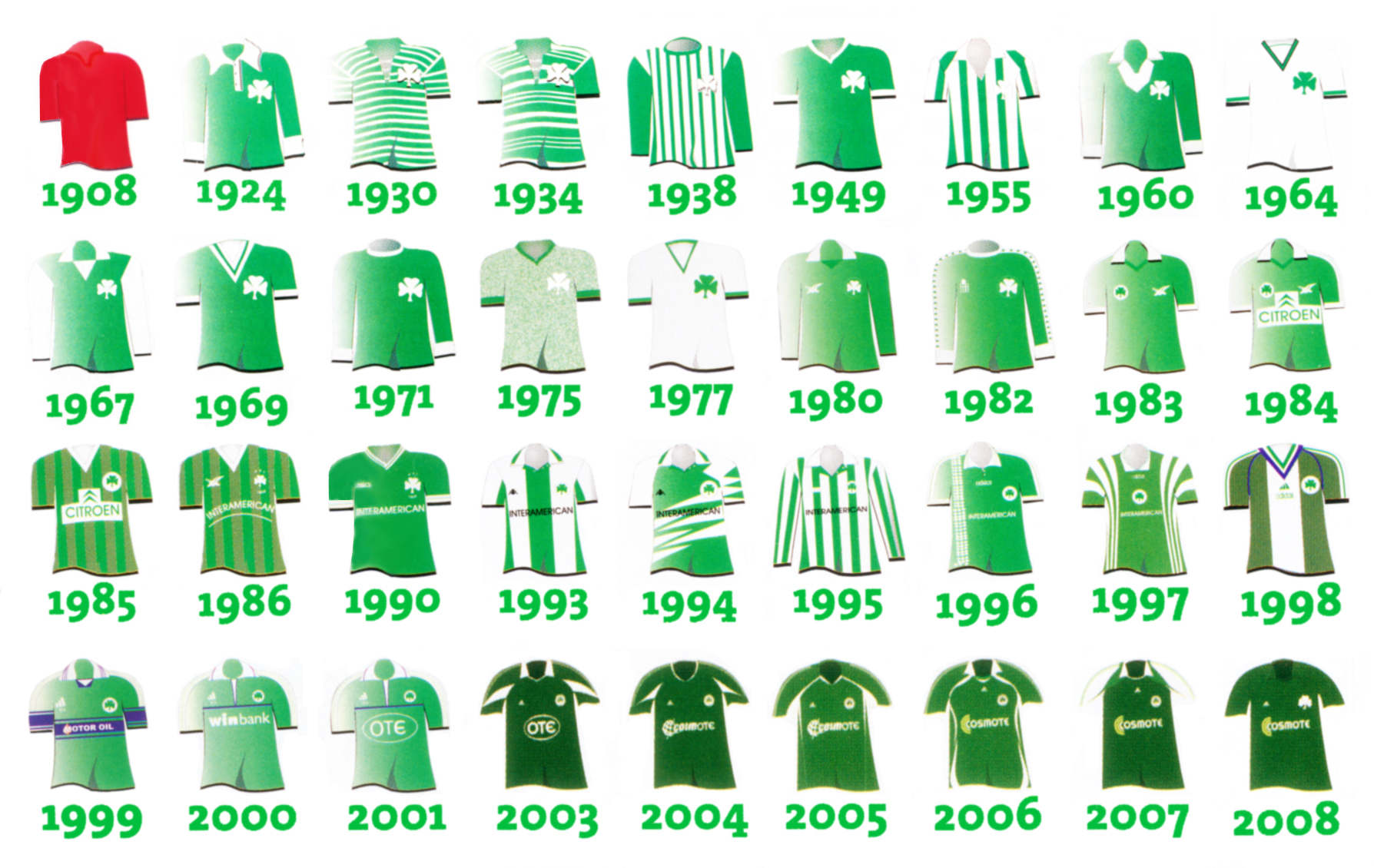
Alle Trikots seit Gründung des Vereins

- Zu Ehren und zur Würdigung der GATE 13, der größten Fangruppe des Vereins, wird seit Beginn der Saison 2003/04 bei Panathinaikos das Trikot mit der Rückennummer 13 nicht mehr vergeben.[43] Als Spieler der als letzter die „13“ verliehen bekam, ist der Torhüter Stefanos Kotsolis in die Vereinsgeschichte eingegangen.
- Anfang der 2000er Jahre standen mit Antonios Nikopolidis, Stefanos Kotsolis und Alexandros Tzorvas gleichzeitig die drei Stammtorhüter der Herren-, U21 sowie U18-Nationalmannschaft Griechenlands im Kader von Panathinaikos. Das Quartett komplettierte Konstantinos Chalkias der zusammen mit Nikopolidis 2004 in Portugal Europameister wurde.
- Mit offiziell 74.473 Besuchern hält Panathinaikos den griechischen Zuschauerrekord. Gegner war bei einer Pokalbegegnung 1986 AEK Athen.
- Mit einem Schnitt von 44.972 Zuschauern pro Begegnung aus der Saison 1985/86 hält Panathinaikos den griechischen Ligarekord.
- Panathinaikos hält gleichzeitig den Rekord für die meisten Unentschieden in einer Saison (15, Saison 1979/80) als auch den für die wenigsten (1, Saison 1997/98).
- Mit dem Erstligaeinsatz von Konstantinos Antoniou gegen Veria am 2. Februar 1978 setzte Panathinaikos den bisher jüngster Spieler in der griechischen Fußballgeschichte ein. Antoniou war zu diesem Zeitpunkt 15 Jahre, neun Monate und 14 Tage alt.
- Mit dem Tor von Sotirios Ninis gegen Panionios Athen am 27. Januar 2007, stellt Panathinaikos den bisher jüngsten Torschützen bei einer Erstliga-Begegnung in der griechischen Liga seit diese 1979 den Profistatus erhielt. Ninis war zu diesem Zeitpunkt 16 Jahre, neun Monate und 24 Tage alt.
- Mit dem Champions League Einsatz von Charis Mavrias gegen Rubin Kazan am 20. Oktober 2010 setzte Panathinaikos in der griechischen Fußballgeschichte den bisher jüngster Spieler in einem Europapokalspiel ein. Mavrias war zu diesem Zeitpunkt 16 Jahre, sieben Monate und 30 Tage alt.[44]
- 1969 gewann Panathinaikos den griechischen Vereinspokal nach Losentscheid. Gegner im Finale war Olympiakos Piräus.[45]
- Neben Olympique Lyon stellte Panathinaikos mit zehn Spielern die meisten Akteure bei der EM 2008.[46]
- Mit 30.091 verkauften Dauerkarten aus der Saison 2010/11 hält Panathinaikos den griechischen Rekord.[47]
- In einer von der IFFHS veröffentlichten Weltrangliste für Vereinsmannschaften, belegt Panathinaikos den 52. Platz und ist damit die am höchsten geführte griechische Mannschaft für den Zeitraum zwischen 1991 und 2008.[48]